# Museu Nacional de Tòquio
El Museu Nacional de Tòquio (東京国立博物館, Tōkyō Kokuritsu Hakubutsukan) o MNT és el museu més antic i el museu d'art més gran de tot el Japó i un dels museus d'art més extensos del món. Es va crear el 1872. El museu alberga una col·lecció d'obres d'art i peces arqueològiques d'Àsia, especialment del Japó. Conserva més de 110.000 peces, entre les quals hi ha 87 tresors nacionals i 610 béns culturals importants (a juliol de 2005). El museu també exerceix tasques de recerca i organitza esdeveniments educatius.
El museu al nord-est del parc Ueno a Taitō (Tòquio). Les diferents sales del museu són: Honkan (本館, galeria japonesa) (本館), la Tōyōkan (東洋館, galeria asiàtica), la Hyōkeikan (表慶館), la Heiseikan (平成館), Hōryū-ji Hōmotsukan (法隆寺宝物館, la galeria dels tresors Hōryū-ji) i Shiryōkan (資料館, el centre de recerca i informació). Disposa de restaurants i botigues dins del mateix museu, així com exposicions a l'aire lliure i un jardí d'accés lliure.
Les col·leccions del museu se centren en l'art japonès antic i l'art asiàtic de la ruta de la Seda. Disposa també d'una col·lecció extensa d'art greco-budista.
Tota la informació dins el museu és disponible en japonès, xinès, anglès, francès, alemany, coreà i castellà.

## Història
El museu va ser inaugurat el 1872 quan va albergar a la sala Taiseiden una primera exposició a càrrec del departament museístic del Ministeri d'Educació. Aquest fet, significava l'obertura del primer museu al Japó. Poc després de l'obertura, el museu va ser traslladat a Uchiyamashita-cho (actualment Uchisaiwai-cho) i després el 1882 va ser desplaçat de nou fins a l'emplaçament definitiu al parc Ueno. Des de l'inici, el museu s'ha enfrontat a reptes importants com el Gran terratrèmol de Kantō el 1923 i la clausura temporal del museu el 1945 durant la Segona Guerra Mundial. El nom del museu ha variat al llarg del temps: el 1886 s'anomenava Museu Imperial, el 1900 Museu de la Casa Imperial de Tòquio i des de 1947 té el nom actual.

## Instal·lacions

### Honkan (Galeria japonesa)

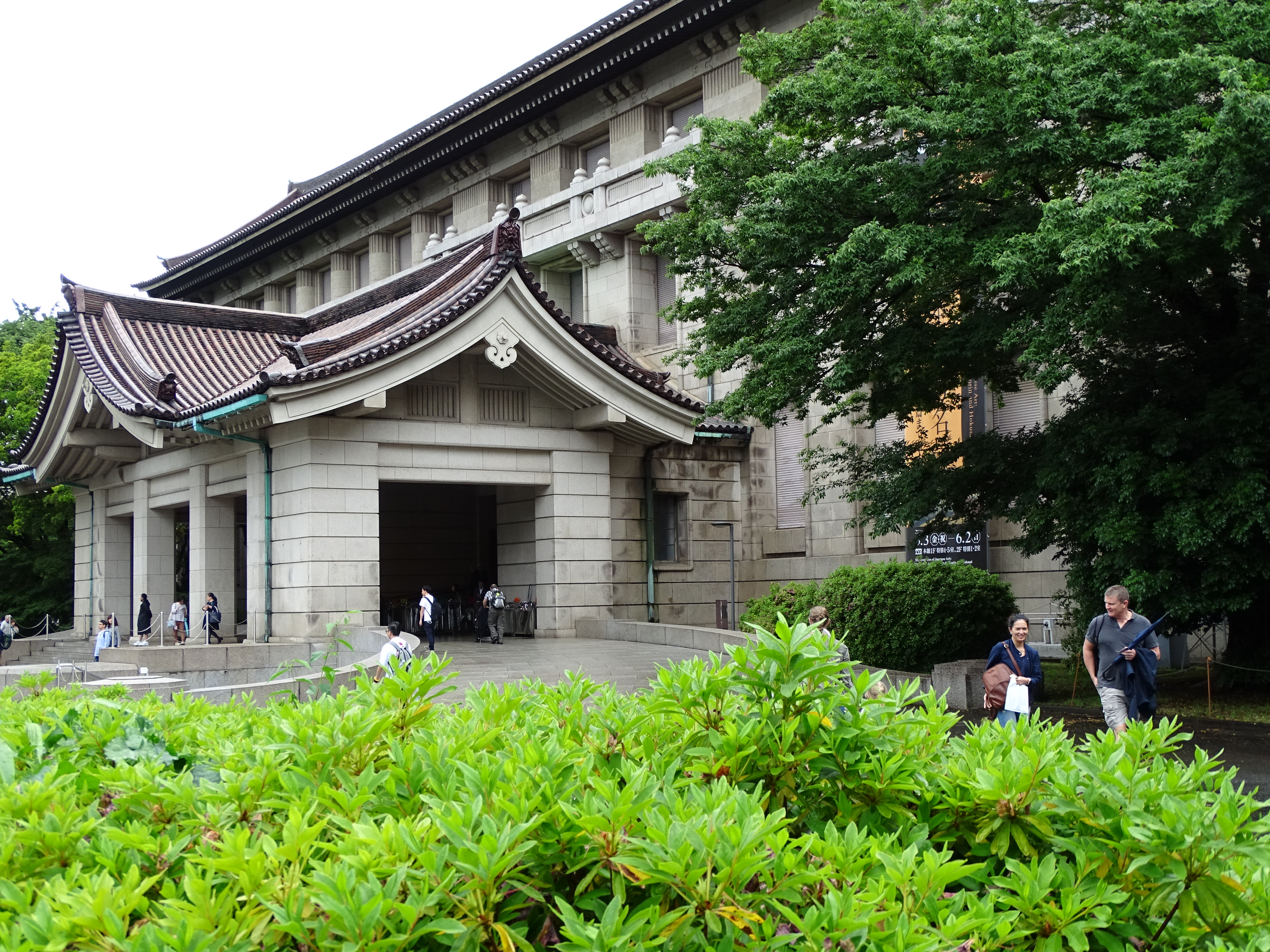
L'entrada al Honkan (maig de 2019)

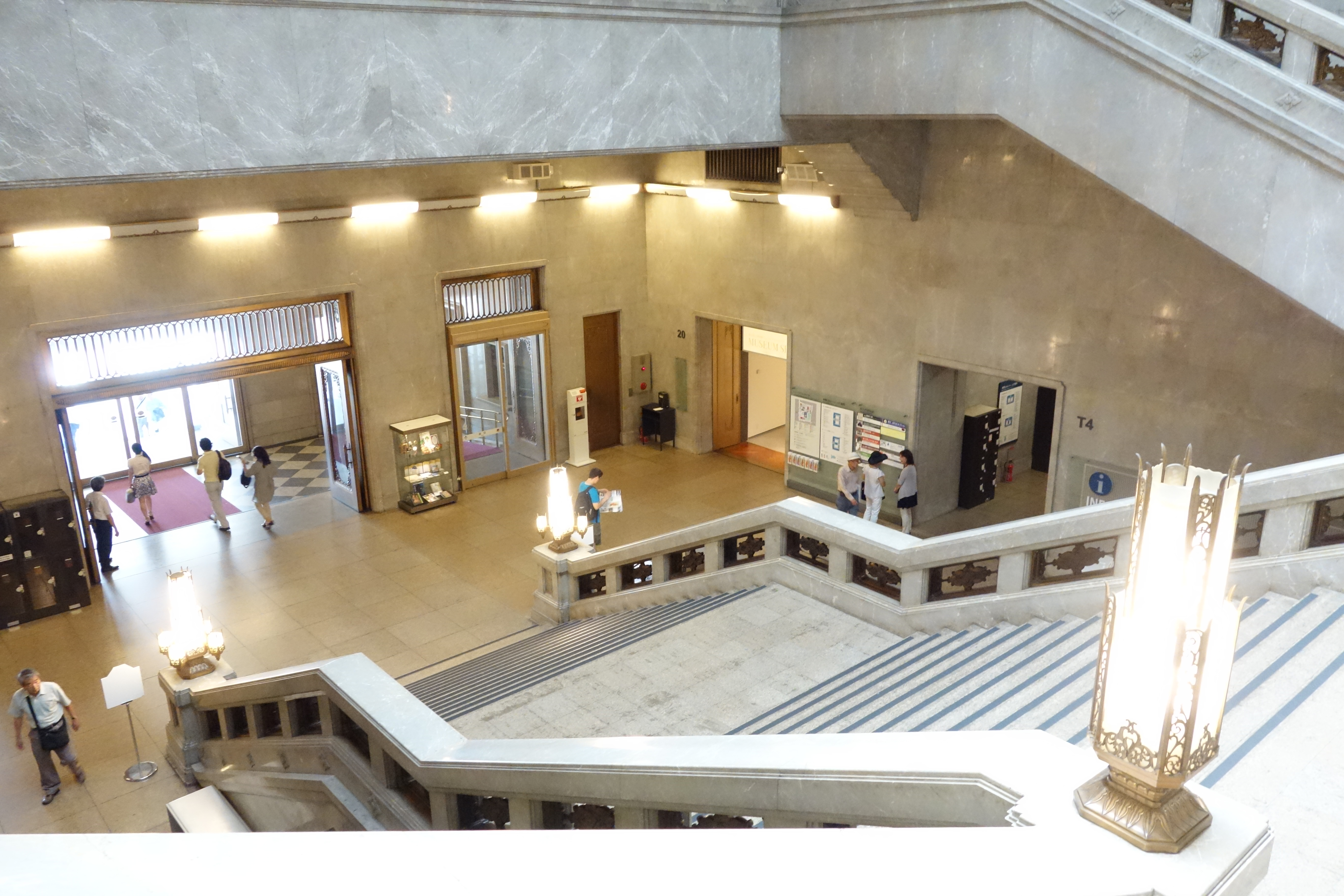
L'entrada de Honkan, vista des del replà del segon pis (2013)

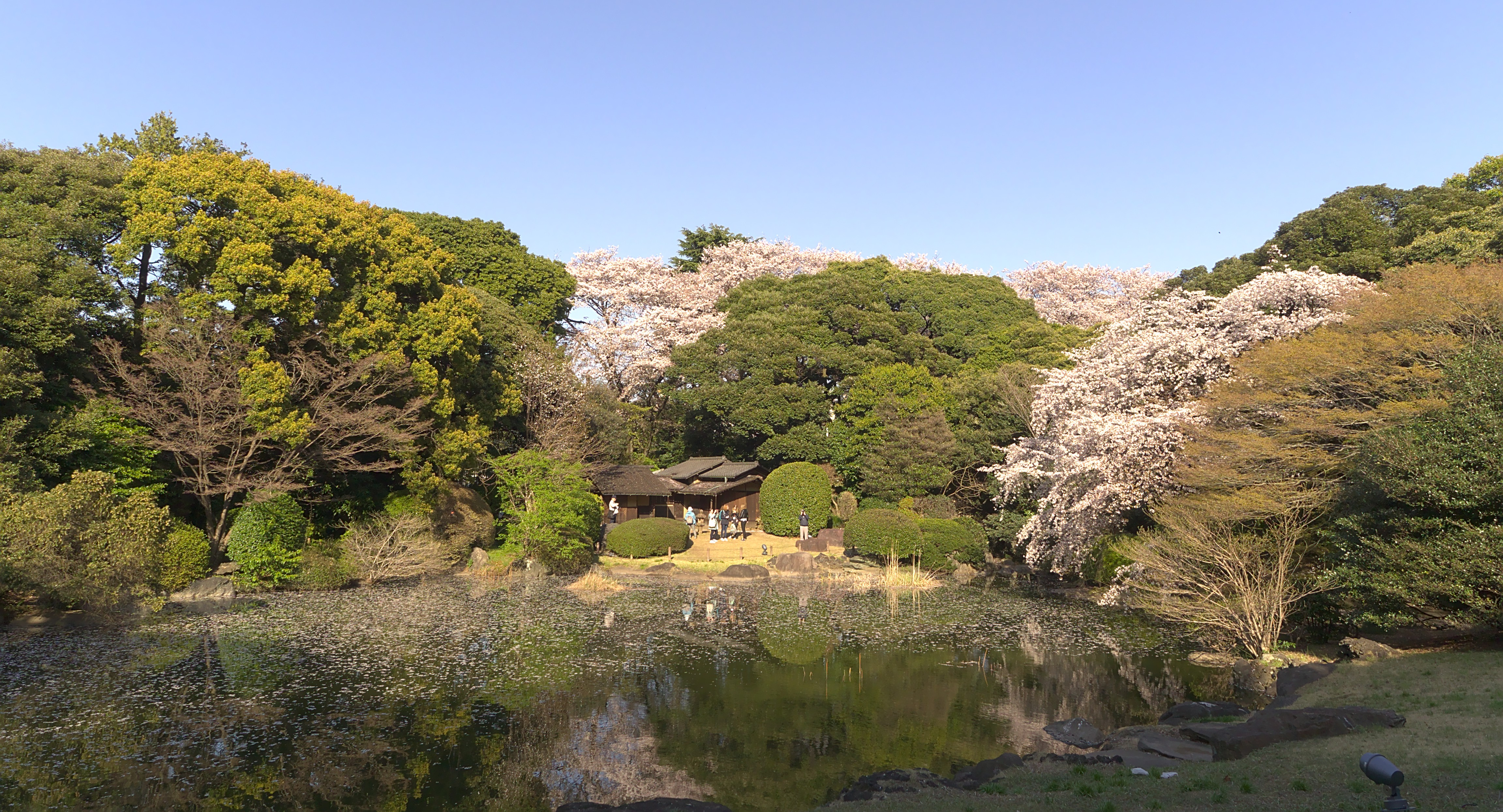
El jardí del TNM vist des de la terrassa Honkan (març de 2018)

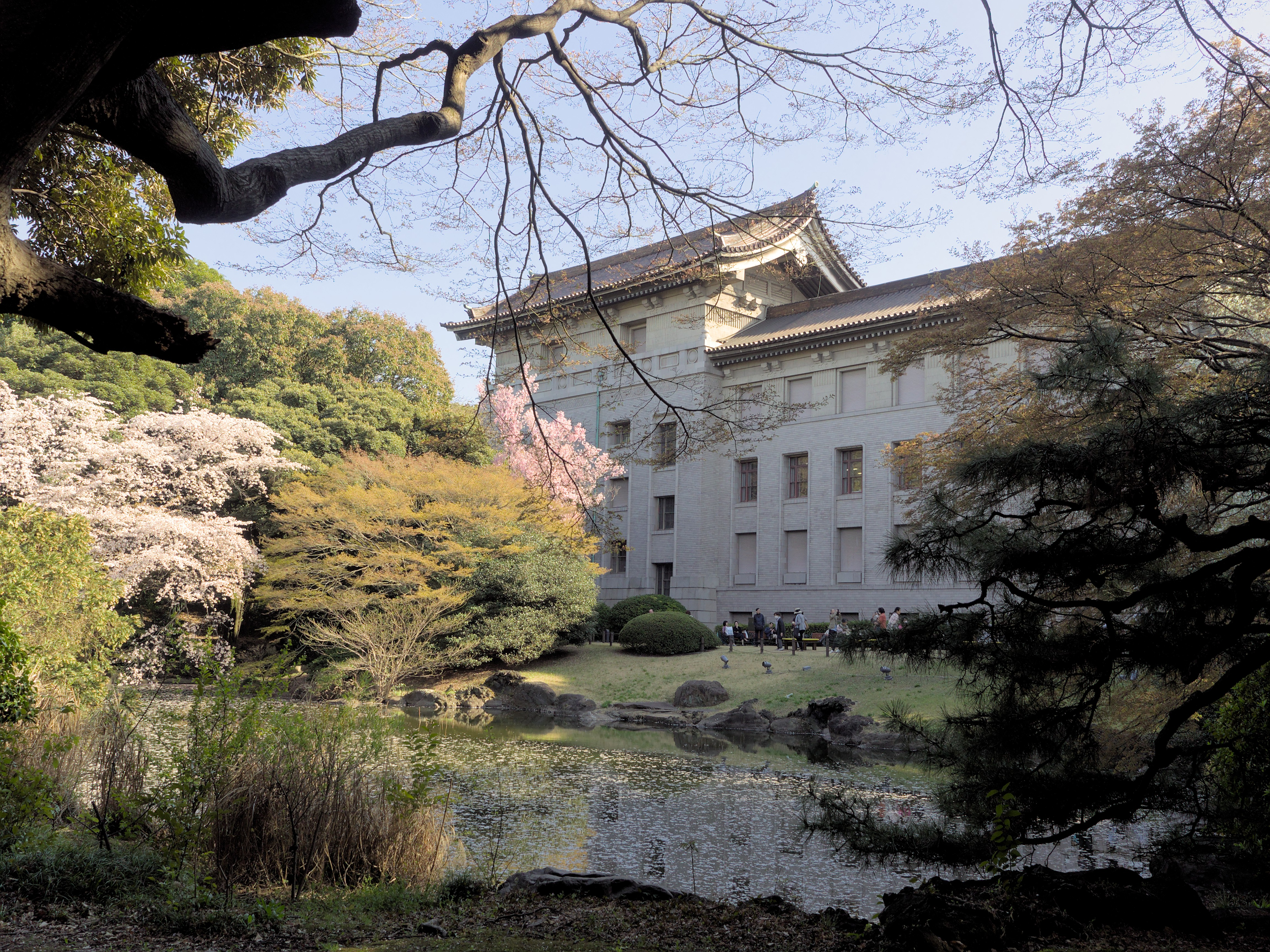
La part posterior del Honkan vista des del jardí (març de 2018)

La Galeria Honkan acull la principal mostra d'art japonès del museu des de la prehistòria fins a la fi del segle xix. Té dues plantes i un soterrani amb una superfície total de 21.500 m². Està dissenyat per ser resistent al foc i als terratrèmols.
La Honkan és a l'antic emplaçament de la sala principal del temple Kaneiji, que havia sigut destruït durant la Guerra Boshin (1868-69). El primer Honkan va incorporar una estructura de maó que servia de sala principal per a la primera Exposició Industrial Nacional el 1877. La construcció va començar l'any següent, seguint els plans de l'arquitecte anglès Josiah Conder. El vestíbul de maó de dos pisos incorporava l'arquitectura anglo-índia, amb dues cúpules bulboses verdes superant les torres que flanquejaven l'entrada principal. Es va acabar l'any 1881. Aquest edifici va anar a terra pel Gran terratrèmol de Kantō de 1923.
Va ser substituïda per una estructura de formigó armat de Jin Watanabe a l'estil de la corona Imperial, amb una base neoclàssica i un sostre japonès. Es va completar entre 1932 i 1938 amb un cost de set milions de iens. Es va inaugurar el 10 de novembre de 1938 amb una cerimònia a la qual va assistir l'emperador Hirohito. L'edifici va ser designat com a bé cultural important del Japó el 2001.
Les sales s'ordenen començant per l'angle sud-est del segon pis, passant en el sentit de les agulles del rellotge al voltant del segon i primer pis, i acabant amb l'angle SO del primer pis.
| Segon pis | Segon pis                                                                         | Primer pis | Primer pis                |
| Sala      | Títol                                                                             | Sala       | Títol                     |
| --------- | --------------------------------------------------------------------------------- | ---------- | ------------------------- |
| 1         | L'alba de l'art japonès i l'ascens del budisme                                    | 11         | Escultura japonesa        |
| 1         | Jomon, Yayoi, Kofun                                                               | 11         | Escultura japonesa        |
| 2         | Galeria del Tresor Nacional                                                       | 12         | Lacat                     |
| 2         | Èpoques diverses                                                                  | 12         | Lacat                     |
| 3         | Art budista, art cortesà i pintura zen i tinta                                    | 13         | Metallurgia i Ceràmica    |
| 3         | Heian, Muromachi                                                                  | 13         | Metallurgia i Ceràmica    |
| 4         | La Cerimònia del te                                                               | 14         | Exposició temàtica        |
| 4         | Èpoques diverses                                                                  | 14         | Exposició temàtica        |
| 5         | Vestuari de l'elit militar                                                        | 15         | Registres d'Història      |
| 5         | Heian, Edo                                                                        | 15         | Registres d'Història      |
| 6         | Vestuari de l'elit militar                                                        | 16         | Ainus i Ryukyuans         |
| 6         | Heian, Edo                                                                        | 16         | Ainus i Ryukyuans         |
| 7         | Pantallas plegables i Pintures de portes corredisses                              | 17         | Conservació i Restauració |
| 7         | Èpoques diverses                                                                  | 17         | Conservació i Restauració |
| 8         | Les arts de la vida quotidiana i l'evolució de la pintura i Cal·ligrafia japonesa | 18         | Art Modern                |
| 8         | Azuchi-Momoyama, Edo                                                              | 18         | Art Modern                |
| 9         | Noh i Kabuki                                                                      | 19         | Espai d'Educació          |
| 9         | Èpoques diverses                                                                  | 19         | Espai d'Educació          |
| 10        | Ukiyo-e i moda en el període Edo                                                  | 20         | Botiga de regals          |
| 10        | Edo                                                                               | 20         | Botiga de regals          |

El soterrani alberga un altre espai educatiu.

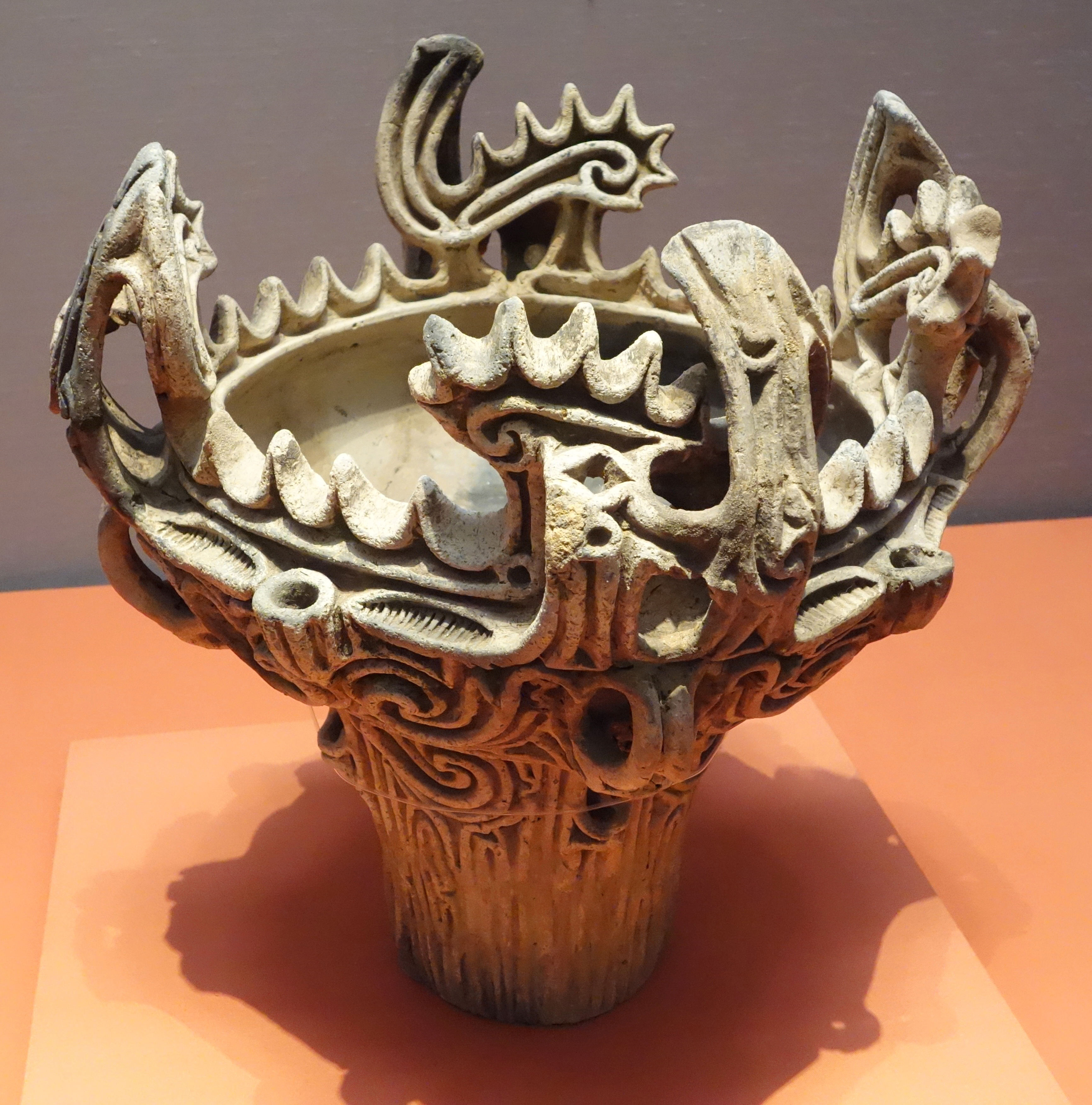
Un vaixell Jōmon (3000–2000 aC)
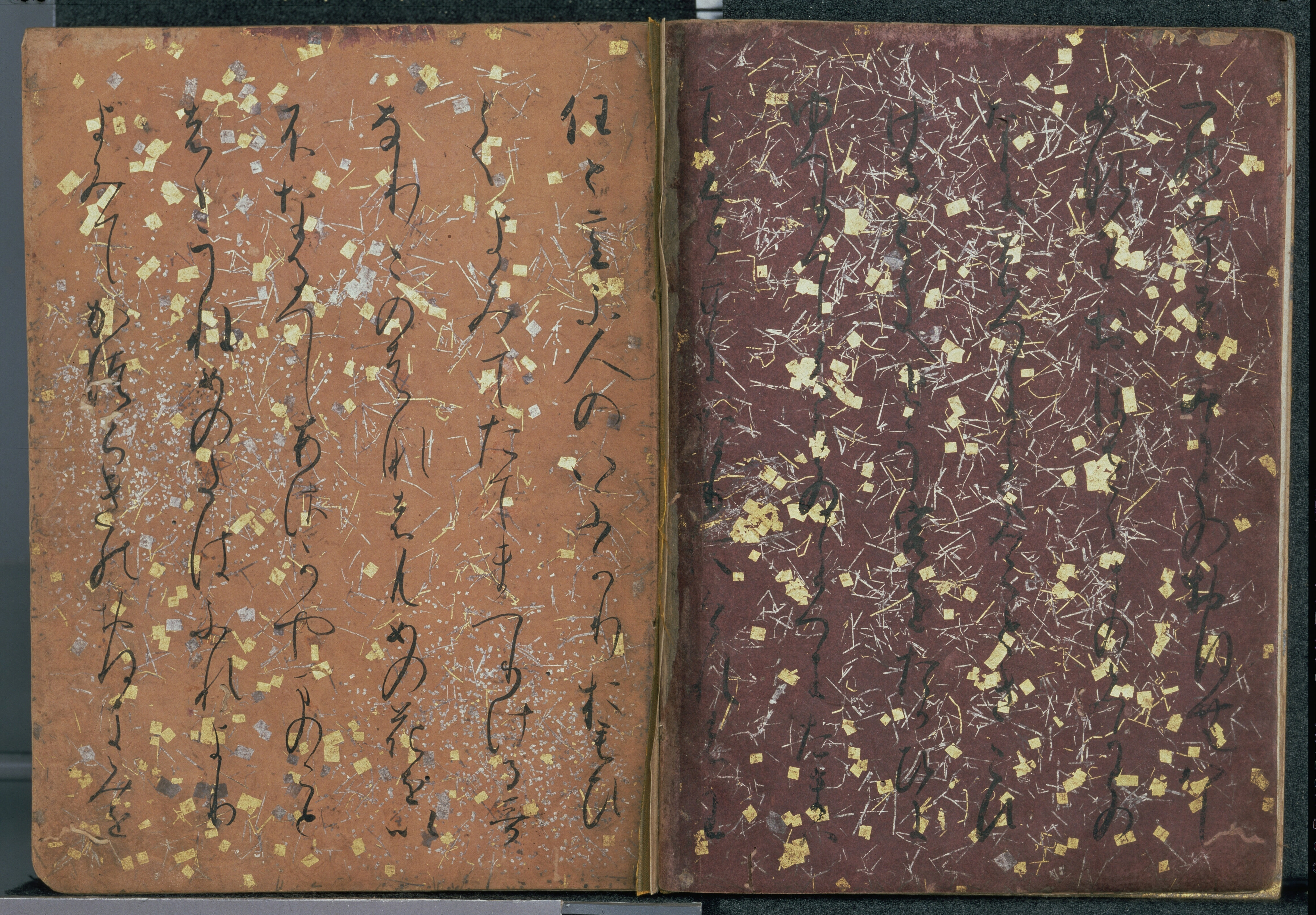
Un Kokin Wakashū, període Heian, segle X
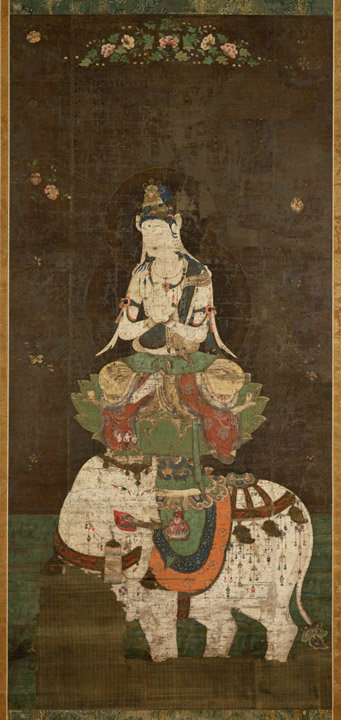
Samantabhadra, Període Heian, segle XII
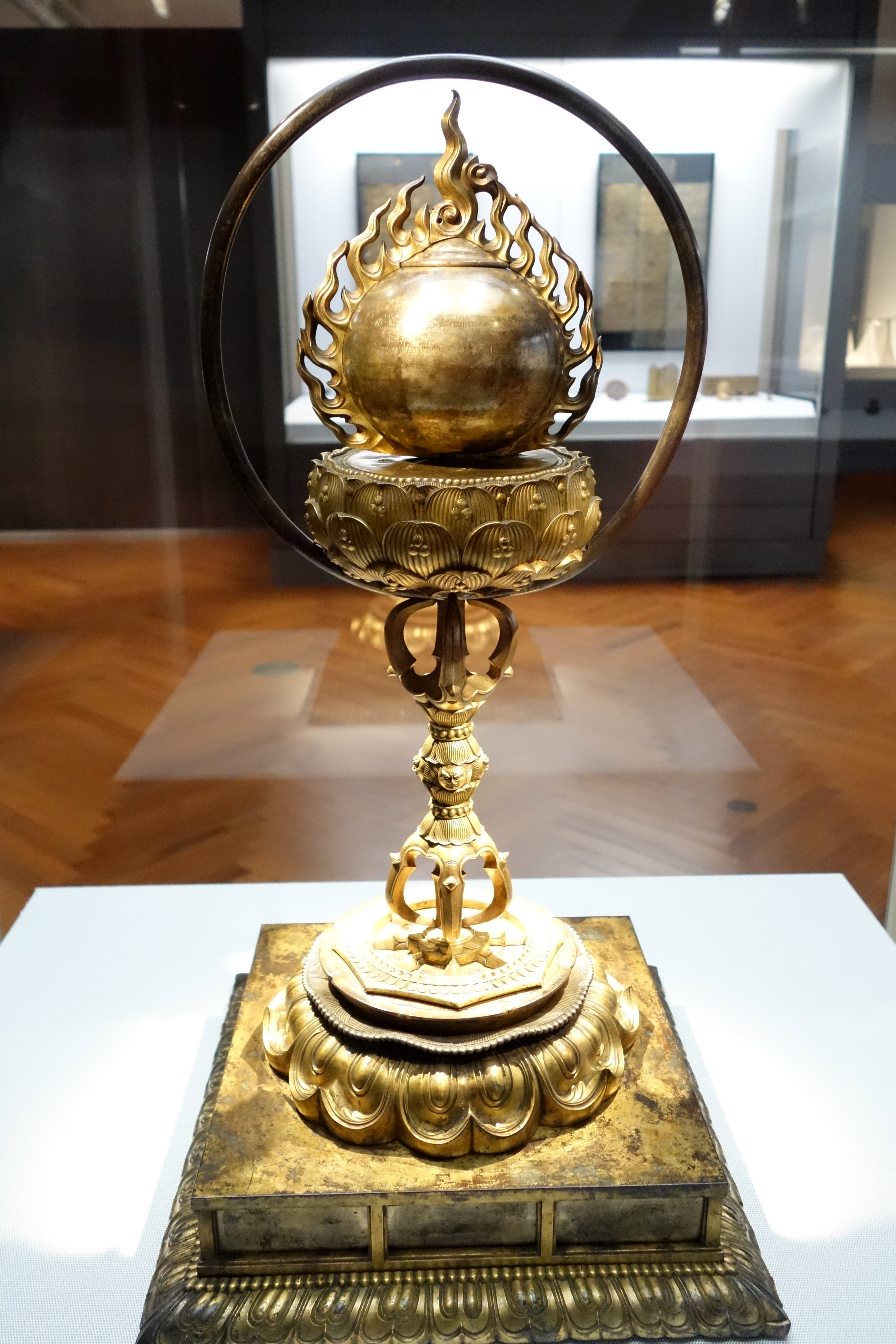
Cintamani en tipus de flama, segles XII-XIII
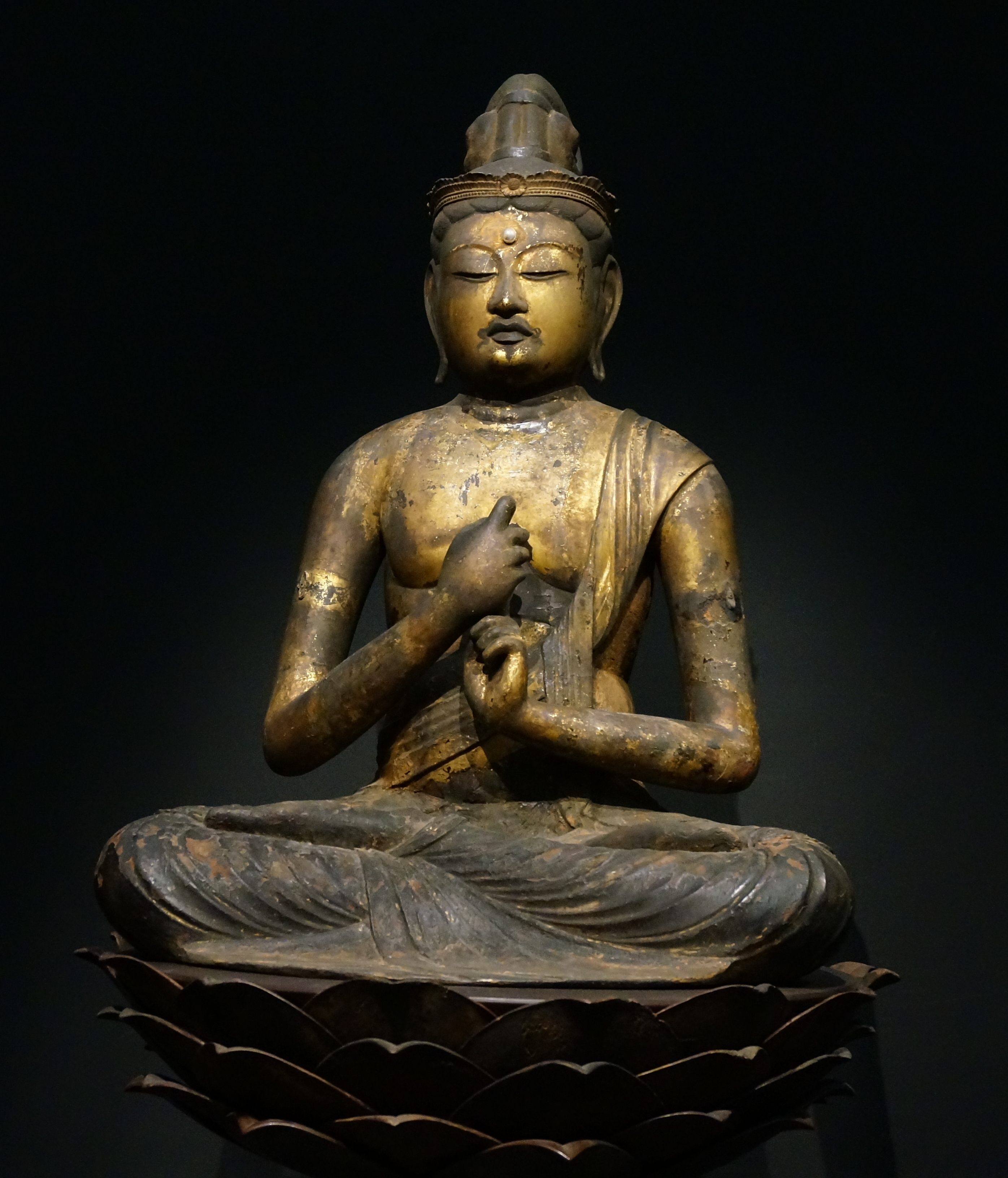
Una estàtua de fusta daurada del Buda Vairocana, període Heian, segles XI-XII
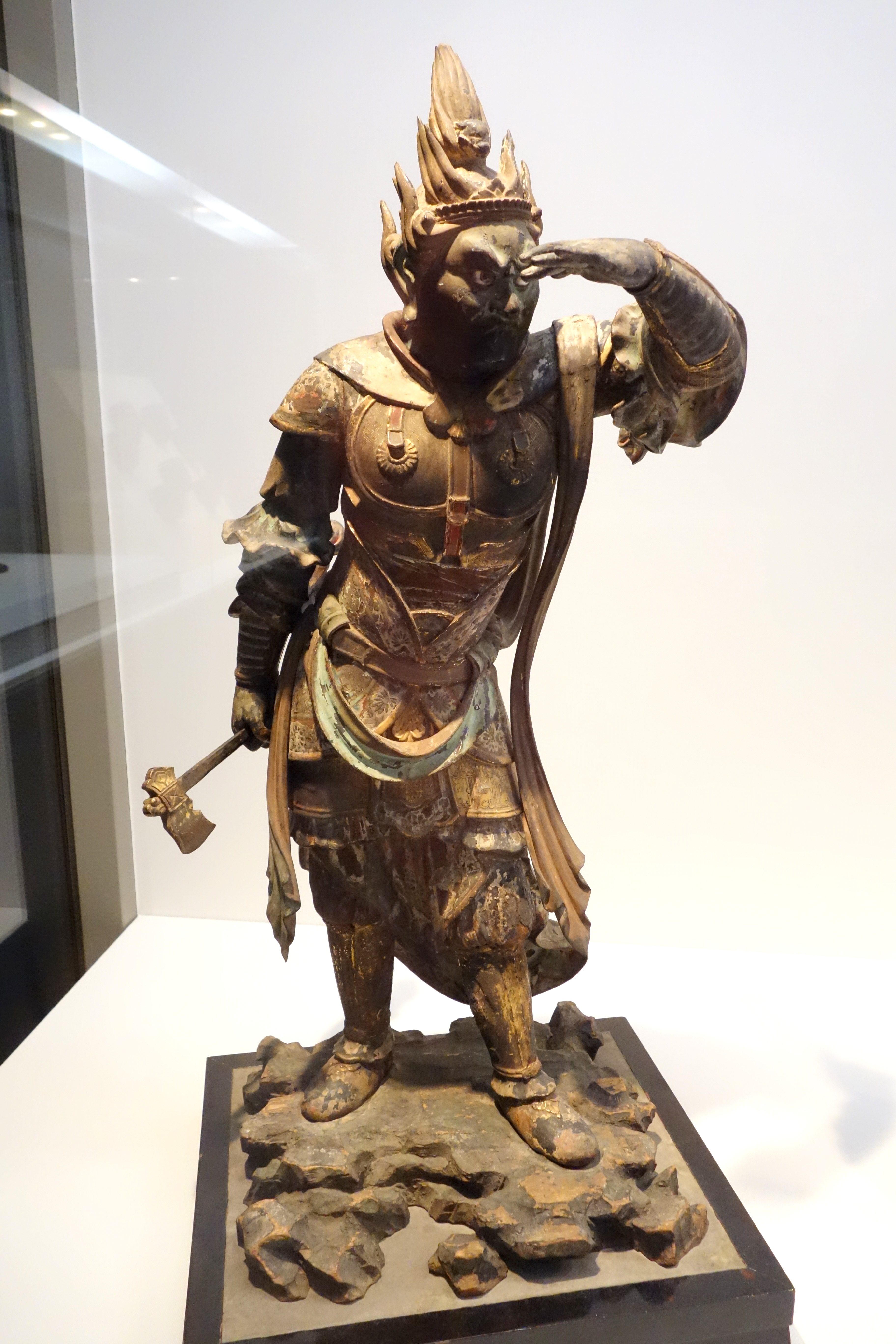
Dotze generals celestials, període Kamakura, segle XIII
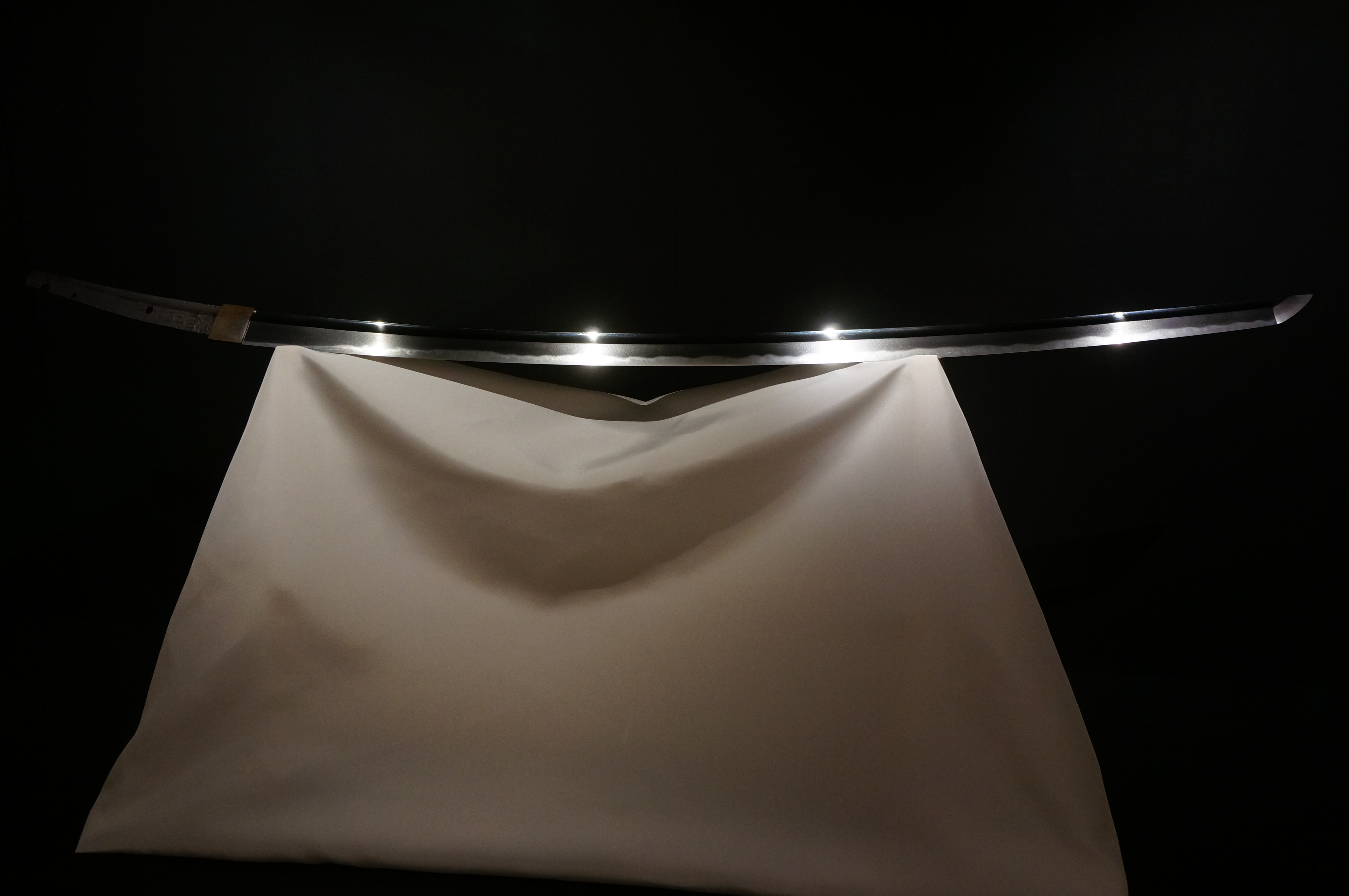
Tachi Okanehira, Període Heian, segle XII
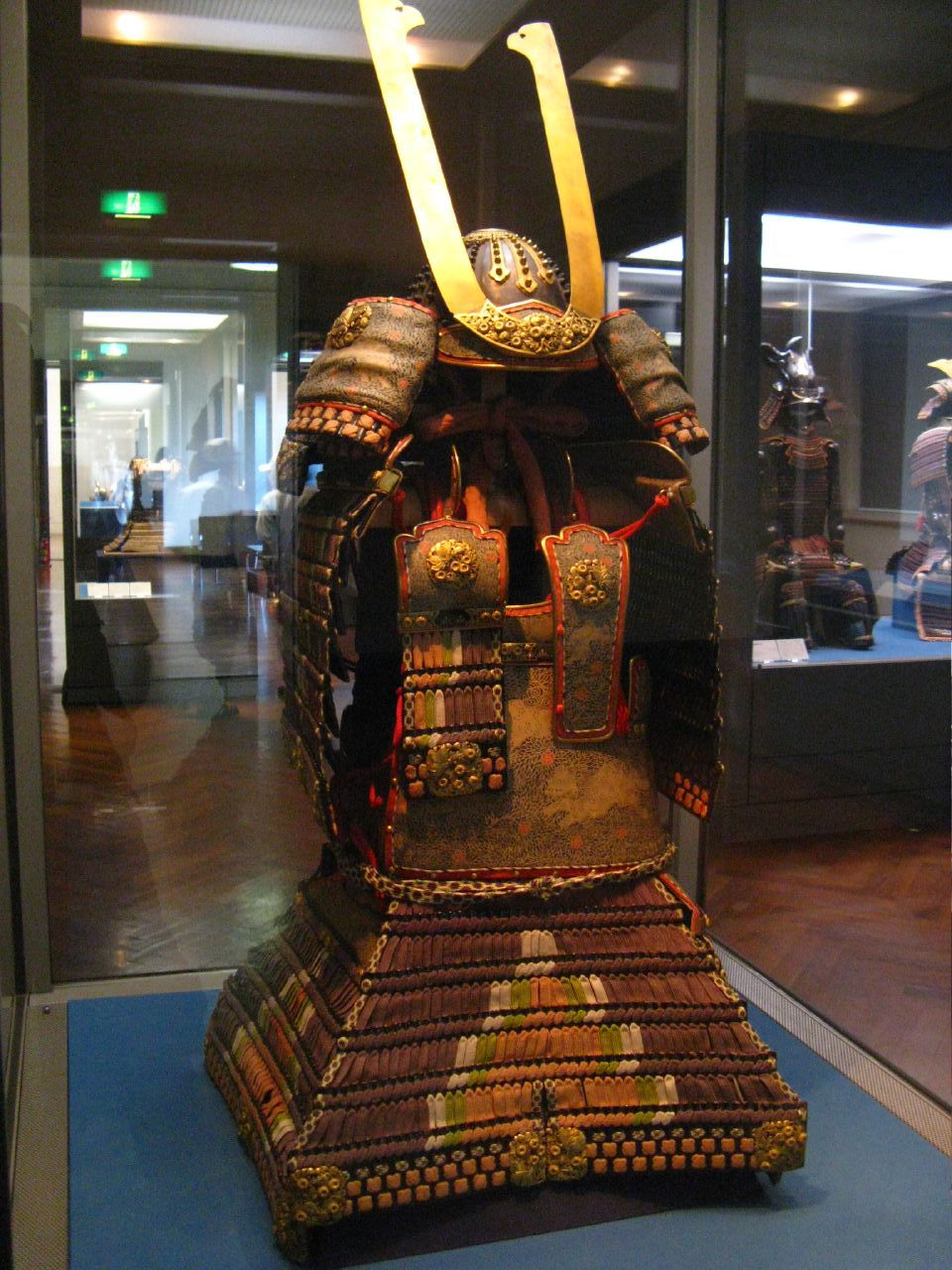
Ō-yoroi, Període Edo, segle XVI
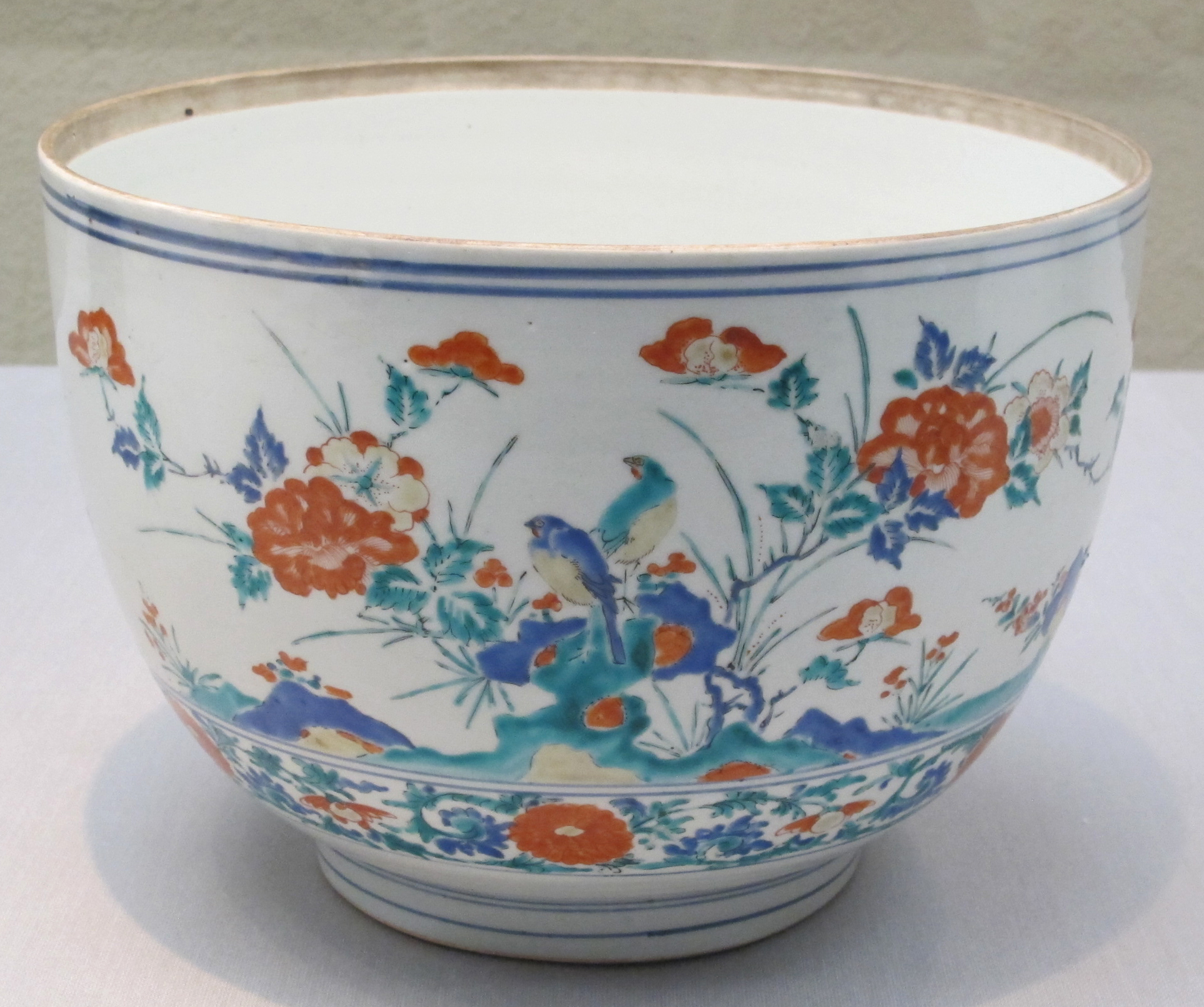
Kakiemon, Època Edo, segle XVII
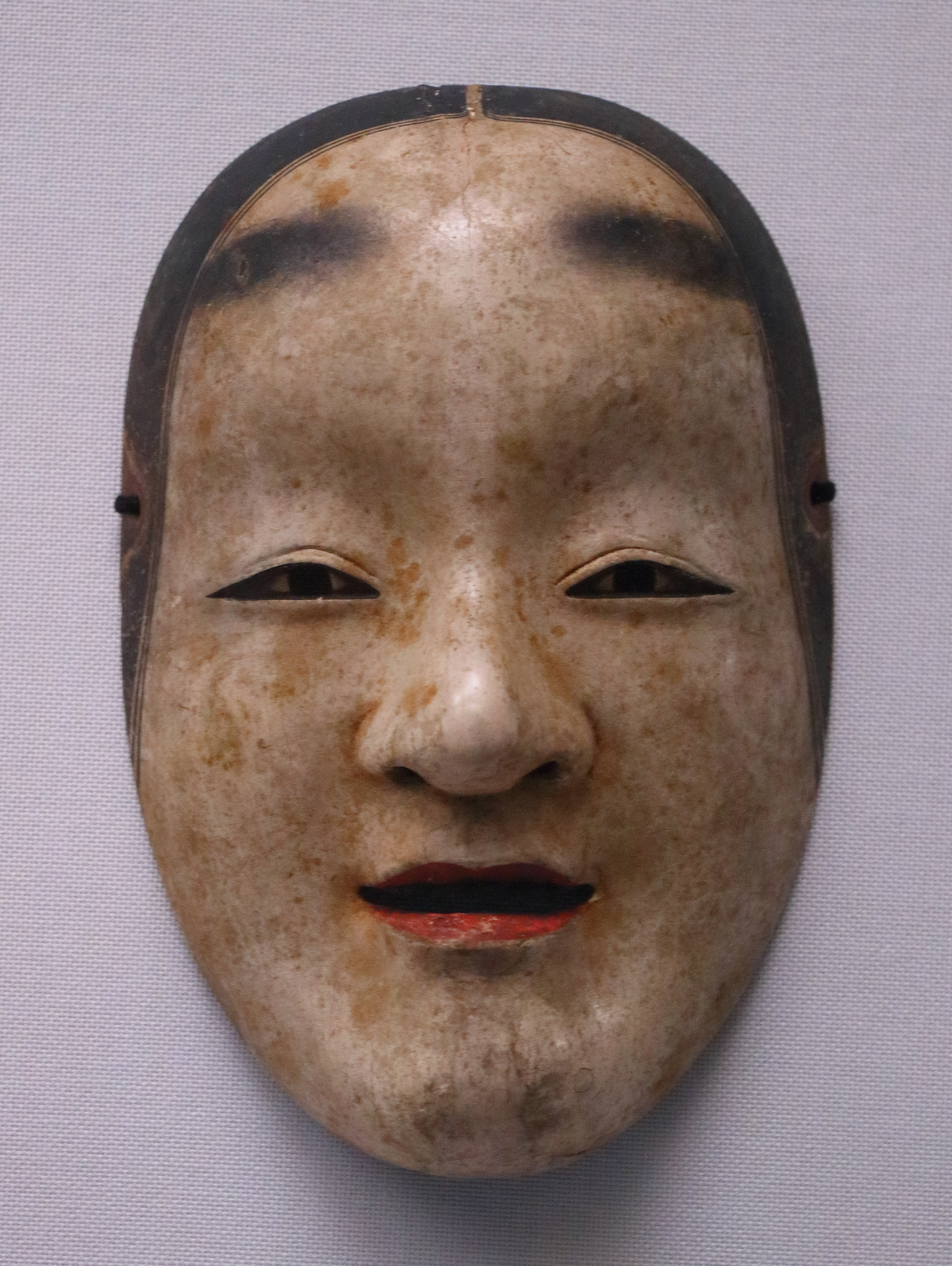
Màscara nò de l'escola Konparu, període Edo, segle XVIII
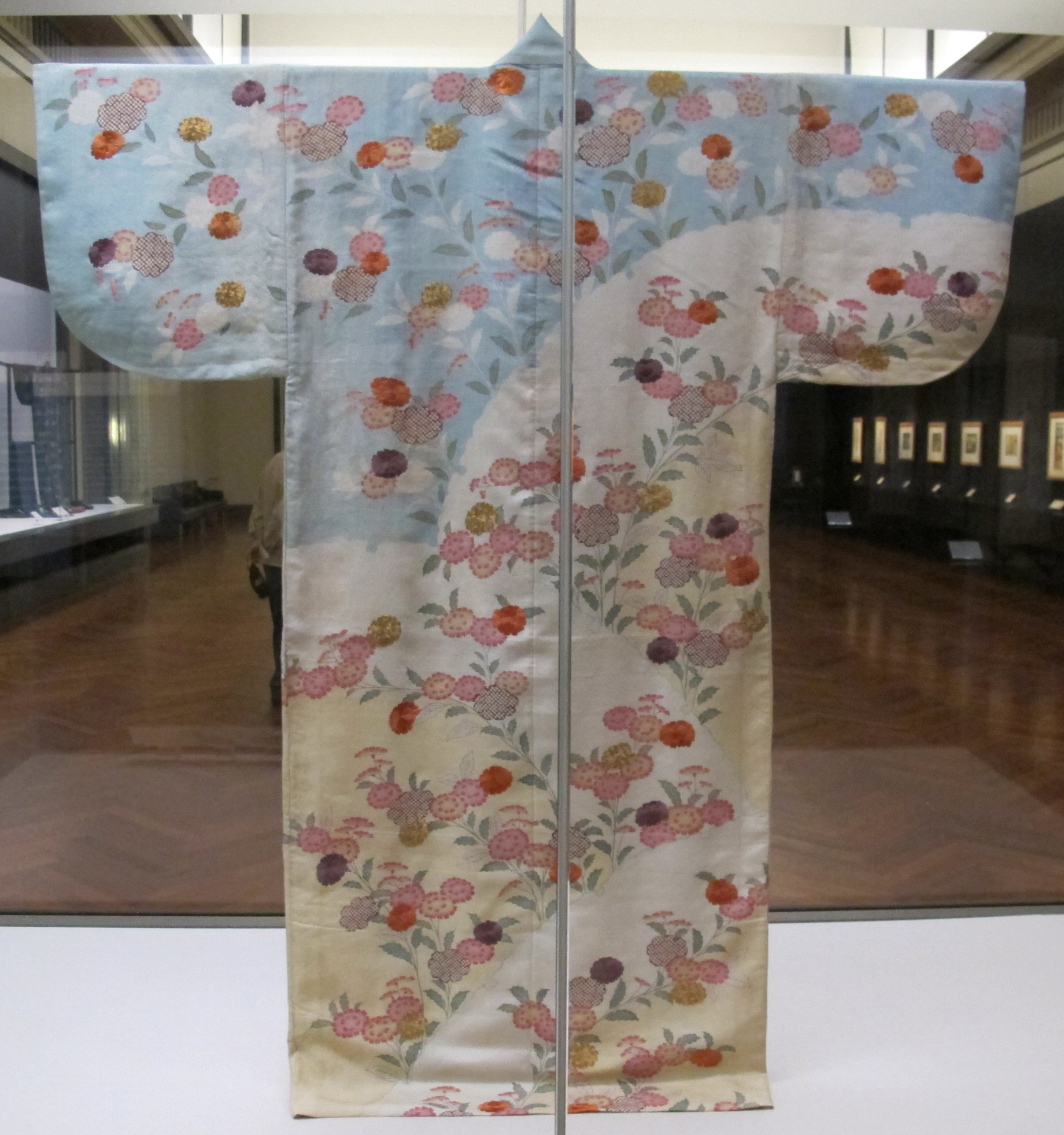
Kosode, Període Edo, segle XVIII
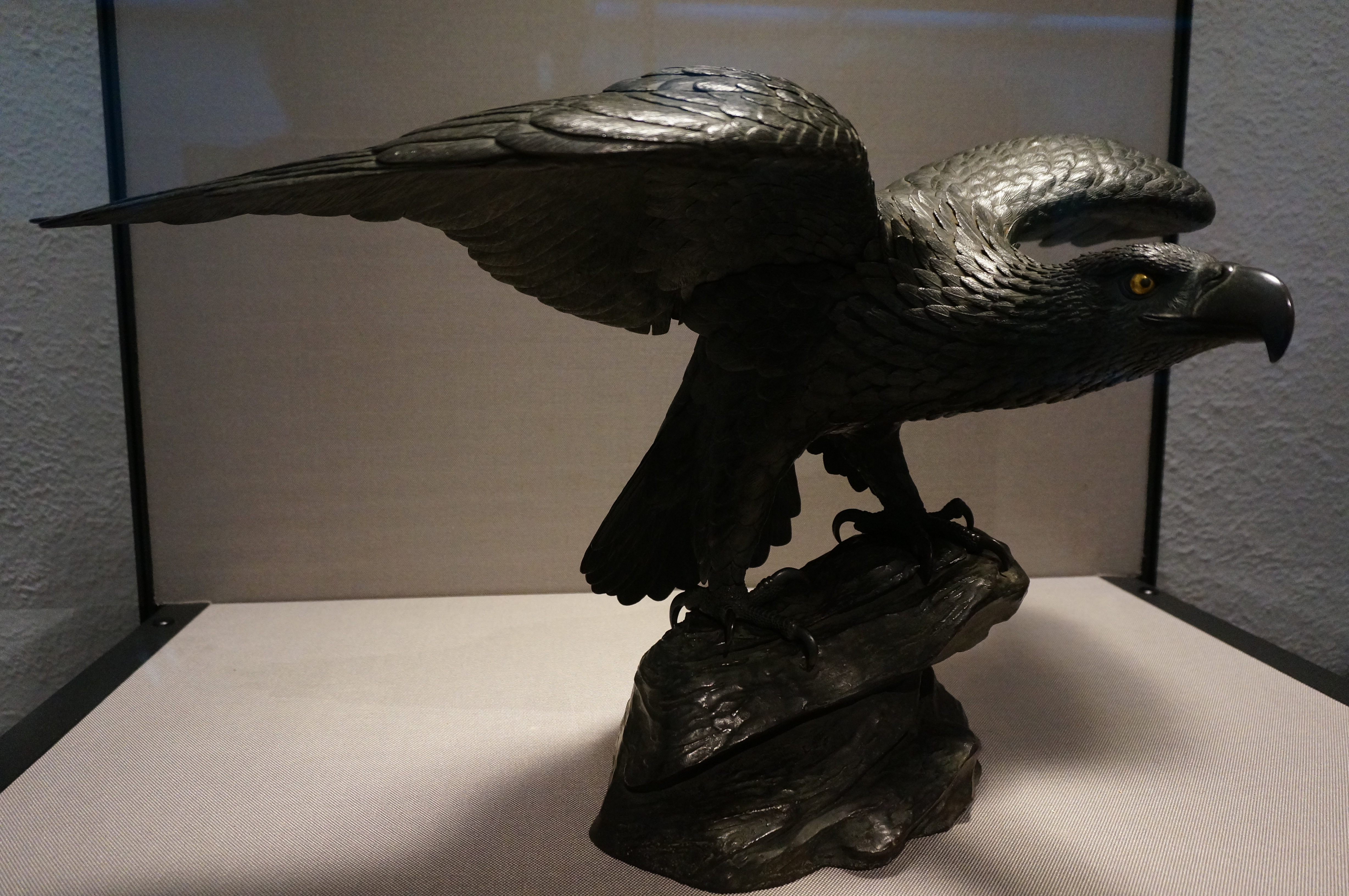
Àguila, de Suzuki Chokichi, 1892

### Heiseikan

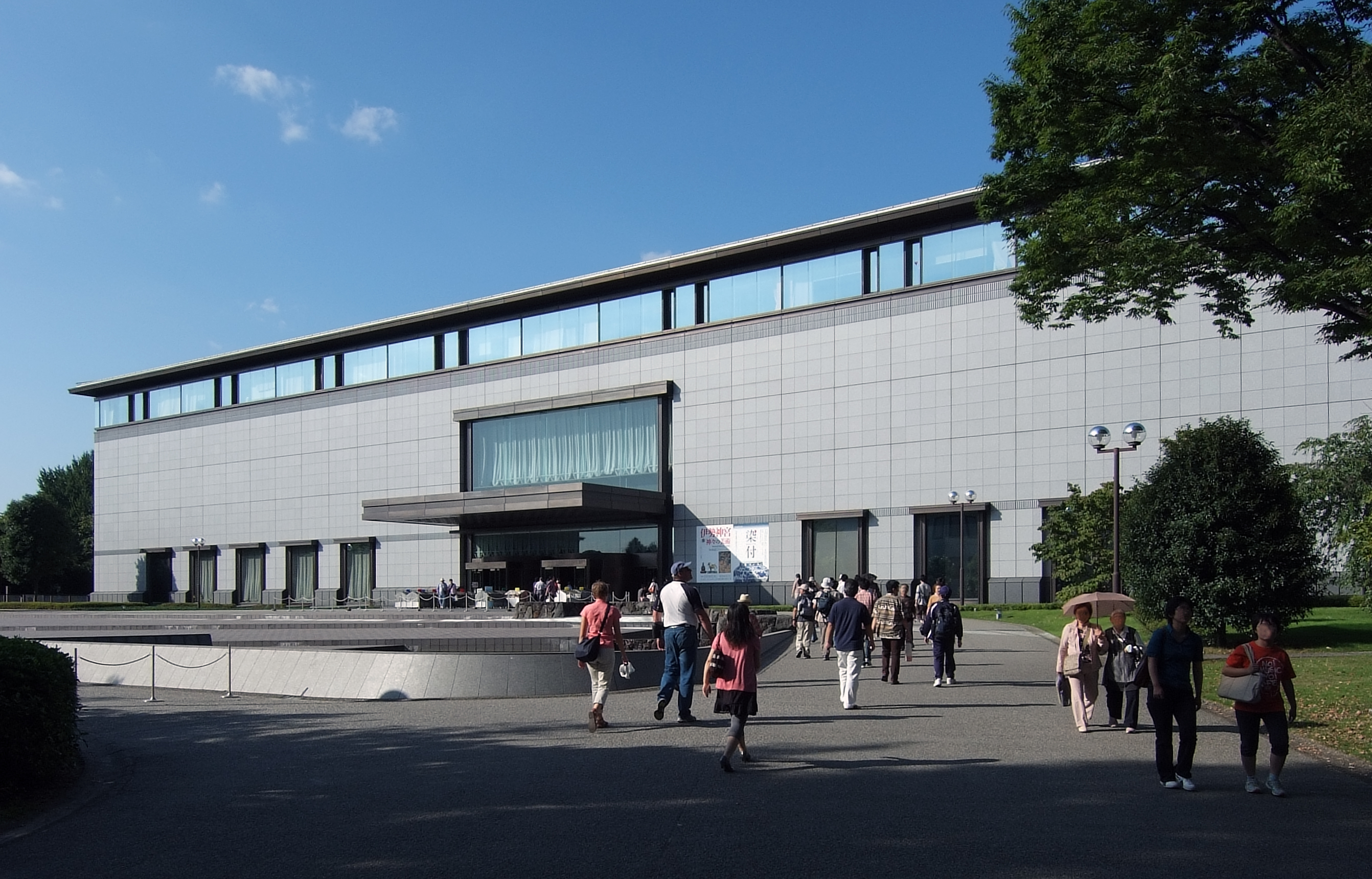
Heiseikan (2009)

La galleria Heiseikan acull exposicions especials regulars a les quatre grans galeries del segon pis; el primer pis inclou la galeria d'arqueologia japonesa, un altre espai per a exposicions temporals, un ampli saló i cafeteria, un auditori i sales de conferències i orientació. El primer pis també alberga la galeria dels principals donants del museu.
La Heiseikan es va obrir per primera vegada el 1999. El nom reflecteix l'època regnal de la seva creació, el govern de l'emperador Akihito, que va durar de 1989 a 2019. L'edifici va ser erigit per commemorar les noces del príncep hereu Hiro amb Masako Okawa (ara emperador Naruhito i emperadriu Masako) el 9 de juny de 1993.
La galeria d'arqueologia japonesa presenta l'arqueologia per datar objectes excavats i inclou una mostra de diverses troballes de jaciments japonesos, inclosa la ceràmica d'aplicacions lineals del període Jōmon, una de les ceràmiques més antigues del món. Les troballes japoneses han estat substituïdes per descobriments més nous a la Xina amb els objectes trobats a la cova de Xianren, Jiangxi, el 2012 actualment el més antic conegut a partir del 2019.

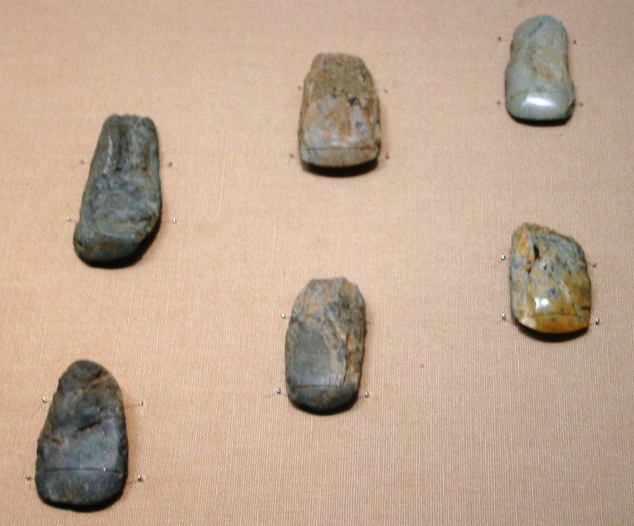
Les primeres eines de pedra polida del món. Període pre-Jōmon (Paleolític japonès), 30.000 aC.
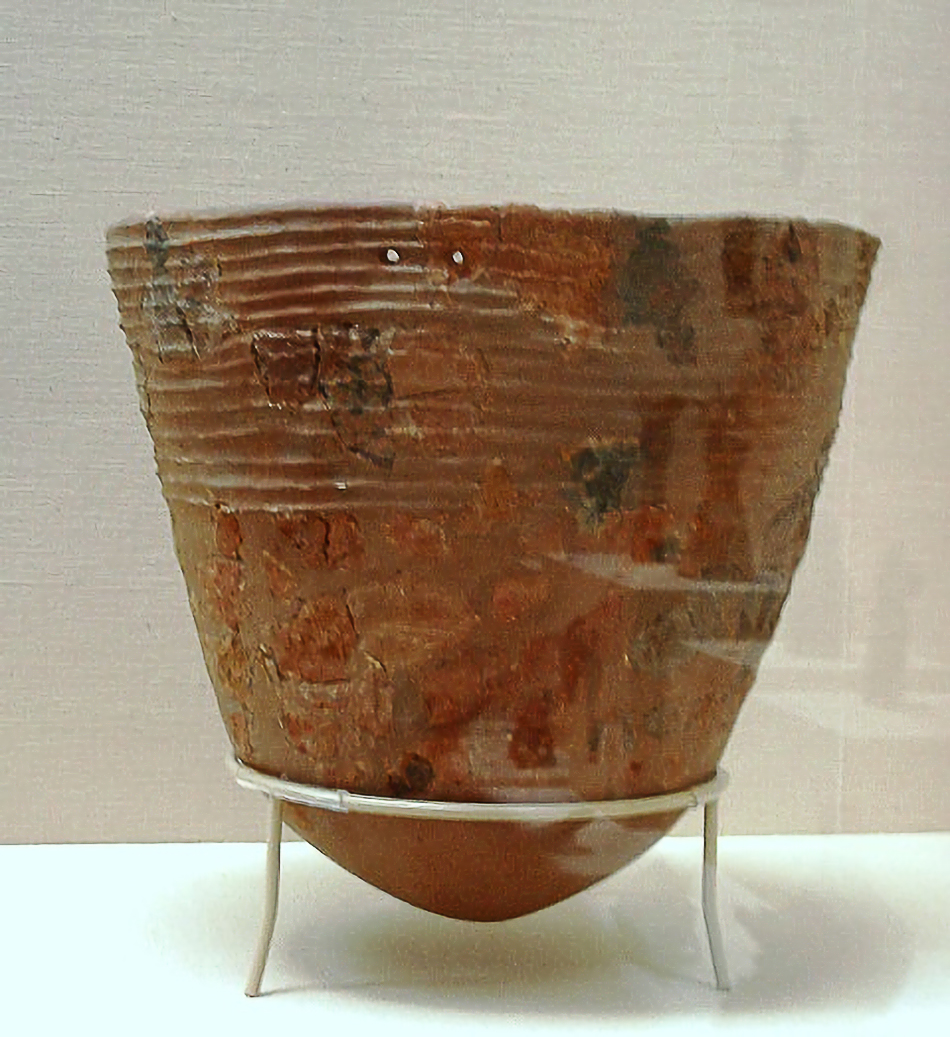
Ceràmica incipient Jōmon (datada amb radiocarboni a 12500 ±350 BP)
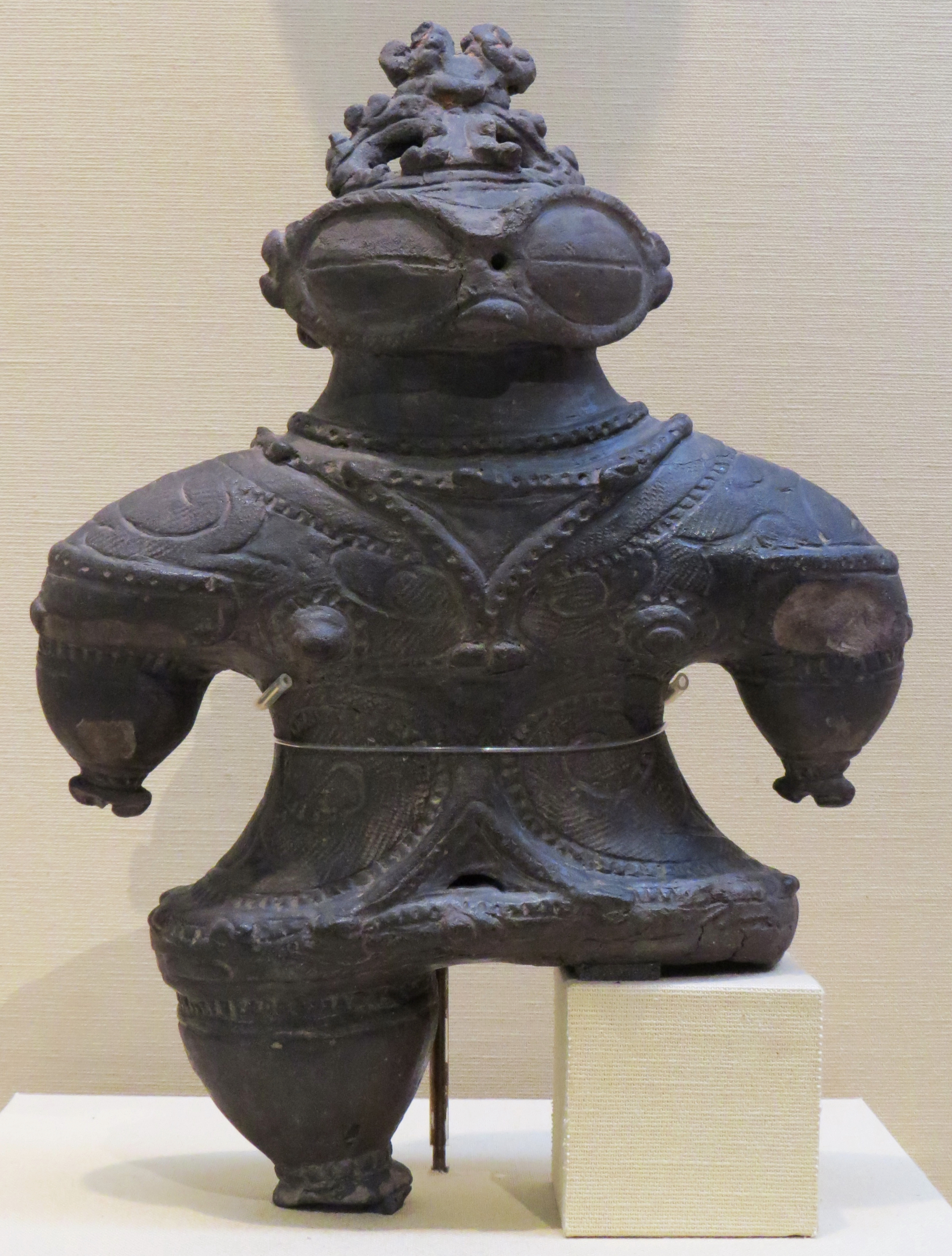
Una estatueta del període final Jōmon (1000–400 BCE)
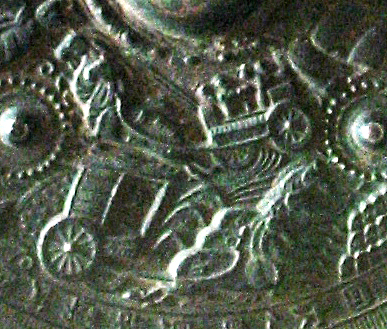
Carros de cavalls durant el període Kofun. Detall del mirall de bronze (segles V-VI). Eta-Funayama Tumulus, Kumamoto.
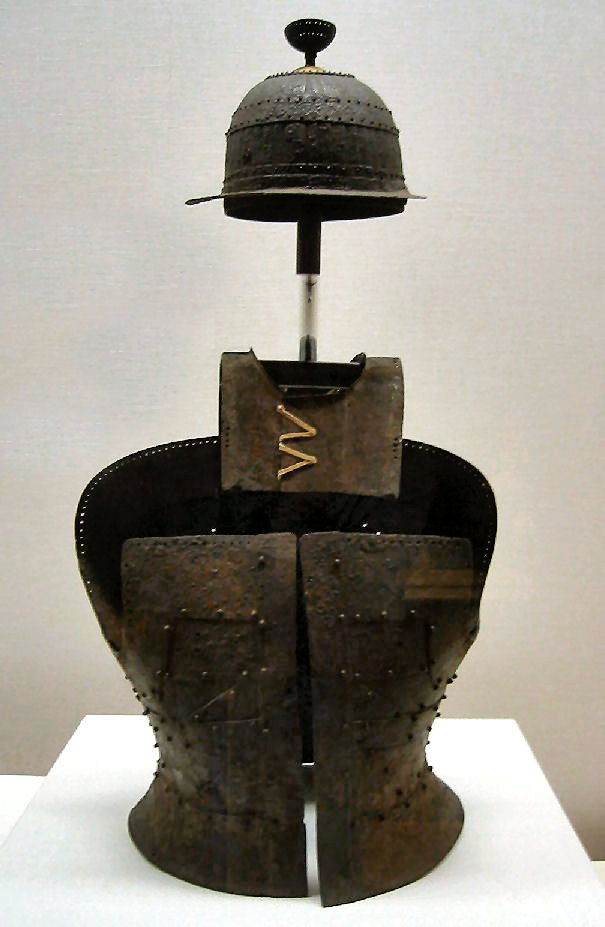
Casc i armadura de ferro amb decoració de bronze daurat, època Kofun, segle V
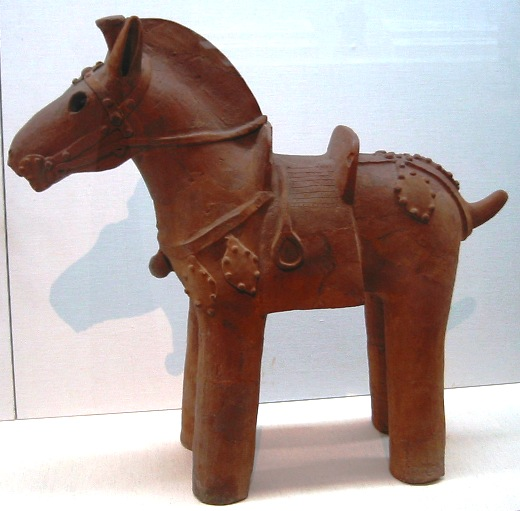
Estatueta Haniwa de cavall, completa amb sella i estreps, segle VI, Japó
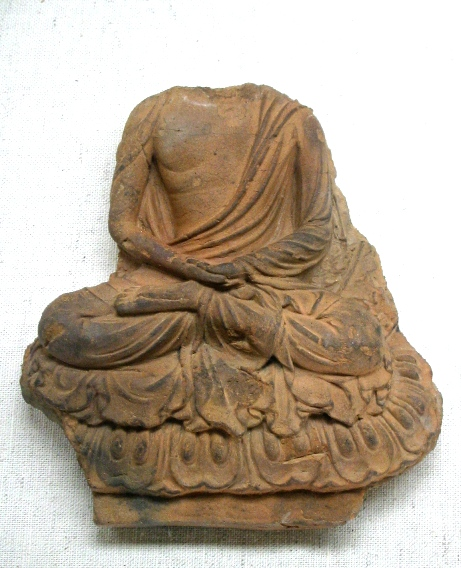
Buda, període Asuka, segle VII
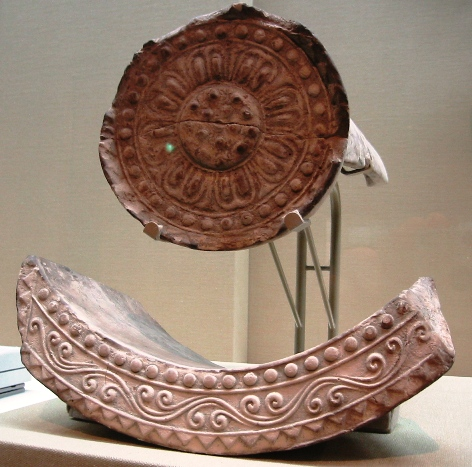
Rajoles del temple de Nara, segle VII
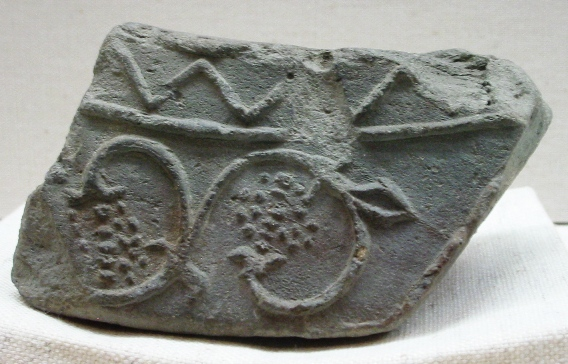
Rotlles de vinya i raïm de Nara, segle VII

### Toyokan (Galeria asiàtica)

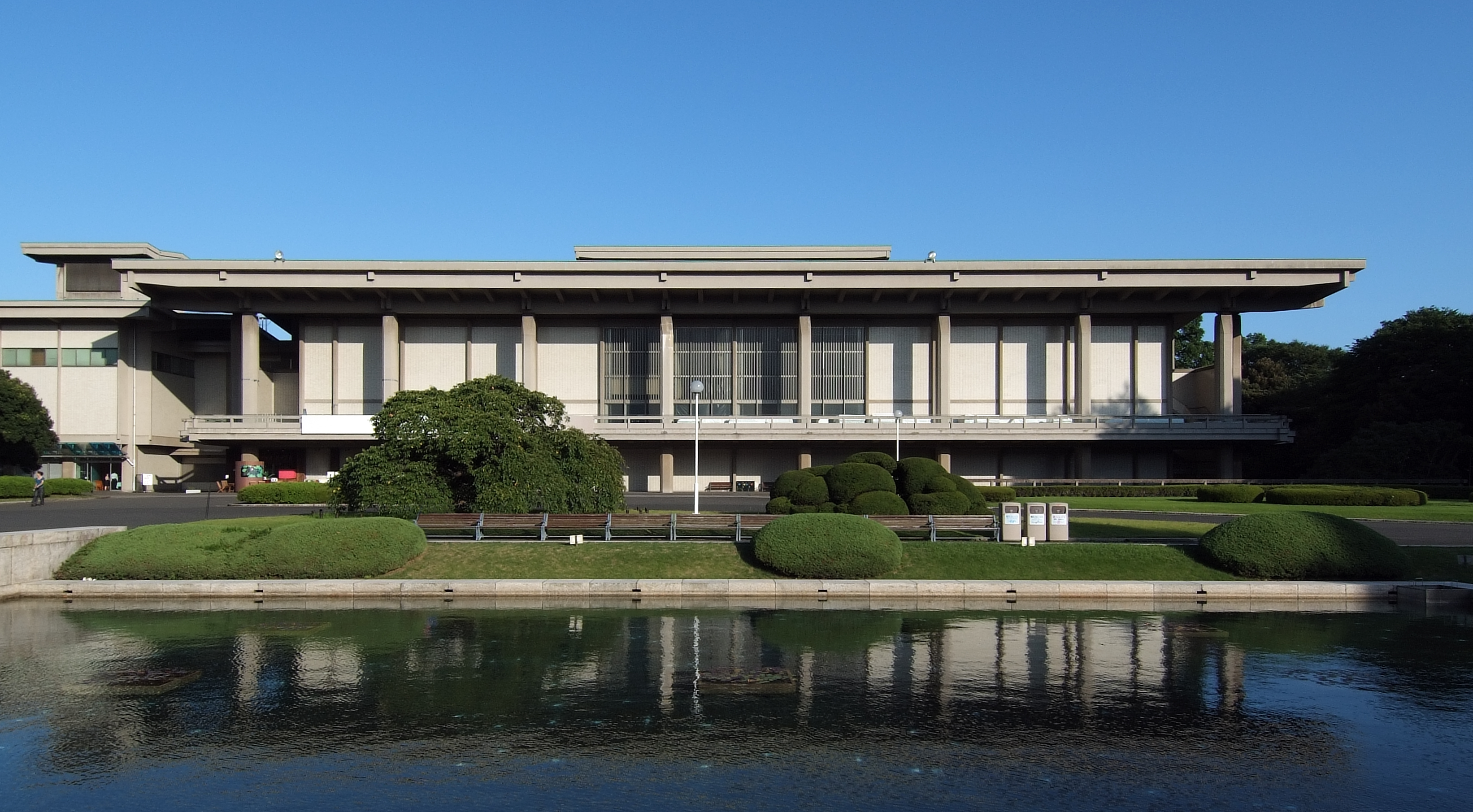
El Toyokan (2009)

La galeria Tōyōkan mostra les col·leccions del museu d'art xinès, coreà, indi i del sud-est i centre asiàtic. També inclou una mostra d'objectes egipcis. Hi ha un teatre al soterrani i un restaurant al seu costat.
El Toyokan va ser dissenyat per Yoshirō Taniguchi, inaugurat el 1968, reformat a principis dels anys 2010 i reobert el gener de 2013. Té tres plantes d'alçada, però utilitza el seu soterrani i una disposició en espiral d'entresòls i escales per estendre la seva col·lecció en sis plantes.
| Pis | Sala | Nom |
| --- | ---- | --- |
| B1  | 11   | Escultura Khmer |
| B1  | 12   | Estàtues de bronze daurat del sud-est asiàtic Arqueologia de l'Índia i el sud-est asiàtic Ceràmica del sud-est asiàtic                                   |
| B1  | 13   | Tèxtils asiàtics Pintures en miniatura de l'Índia Cultures ètniques d'Àsia                                                                               |
| 1   | 1    | Escultura budista xinesa |
| 2   | 2    | Espai Educatiu Oasis2 |
| 2   | 3    | Escultures de l'Índia i Gandhara Art de les regions occidentals Artefactes d'Àsia Occidental i Egipte                                                    |
| 3   | 4    | Història de la Xina |
| 3   | 5    | Bronzes rituals xinesos Enterraments a la Xina Ceràmica xinesa Indústria tèxtil a la Xina                                                                |
| 3   | 6    | Espai Educatiu Oasis |
| 4   | 7    | Talles en relleu de pedra de la Xina |
| 4   | 8    | Pintura xinesa Cal·ligrafia xinesa Literats xinesos |
| 5   | 9    | Laca xinesa Art decoratiu de la dinastia Qing |
| 5   | 10   | Eines de pedra polida i eines de metall de Corea L'ascens i la caiguda dels reis a Corea Ceràmica coreana Art budista de Corea Art de la dinastia Joseon |

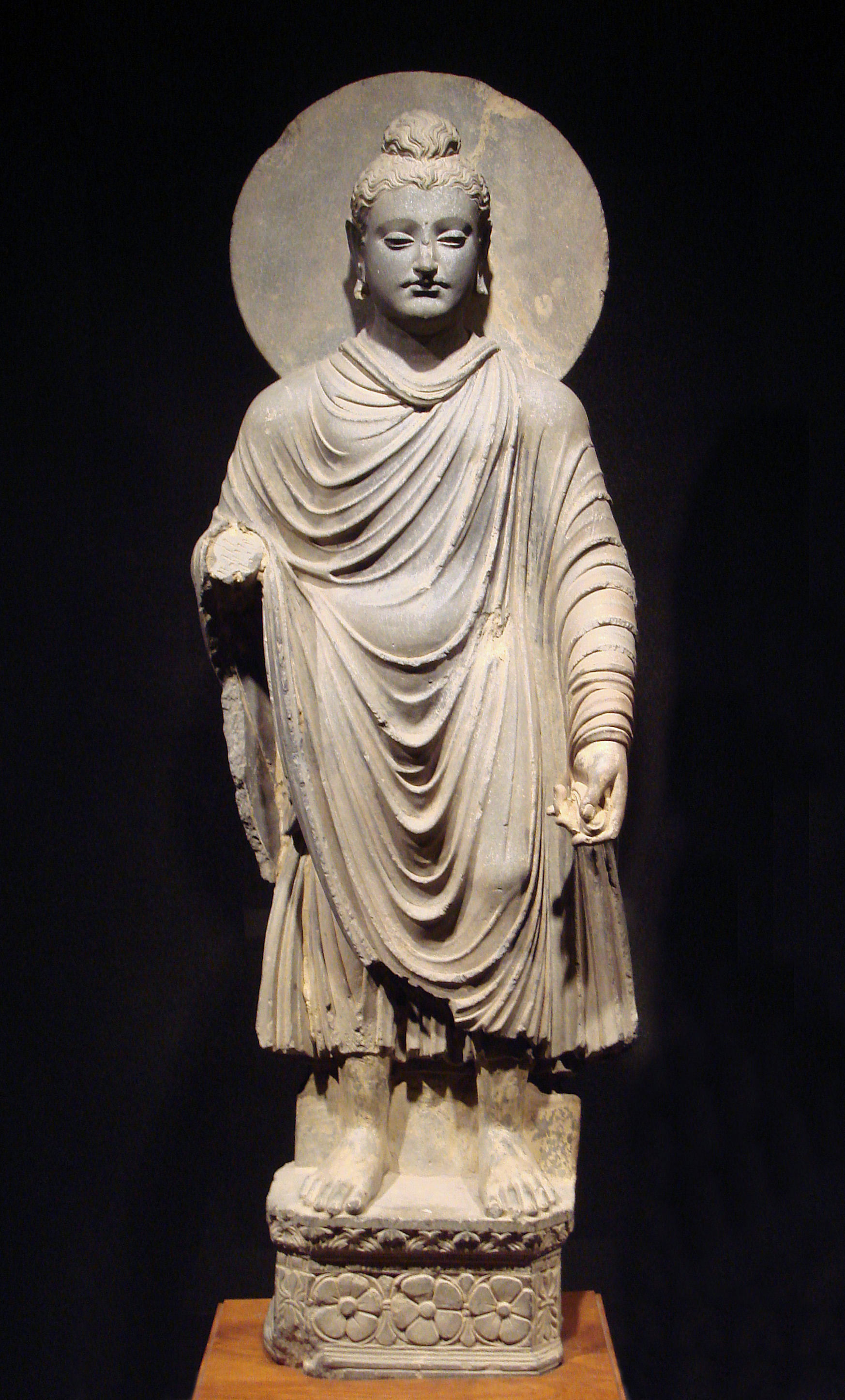
Una de les primeres representacions del Buda, segles I-II dC, Gandhara del Pakistan
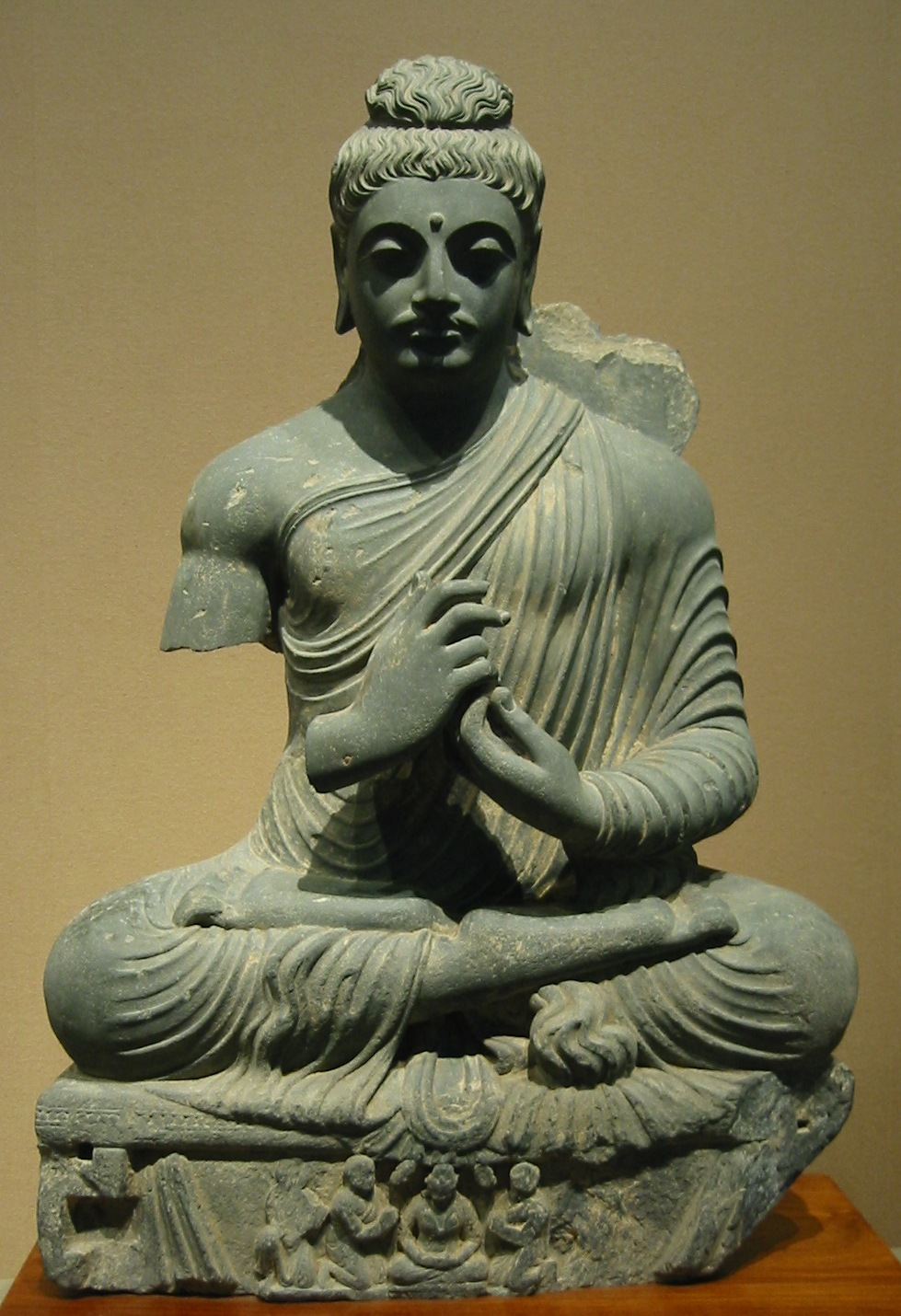
Buda assegut, Gandhara, segles I-II d.C
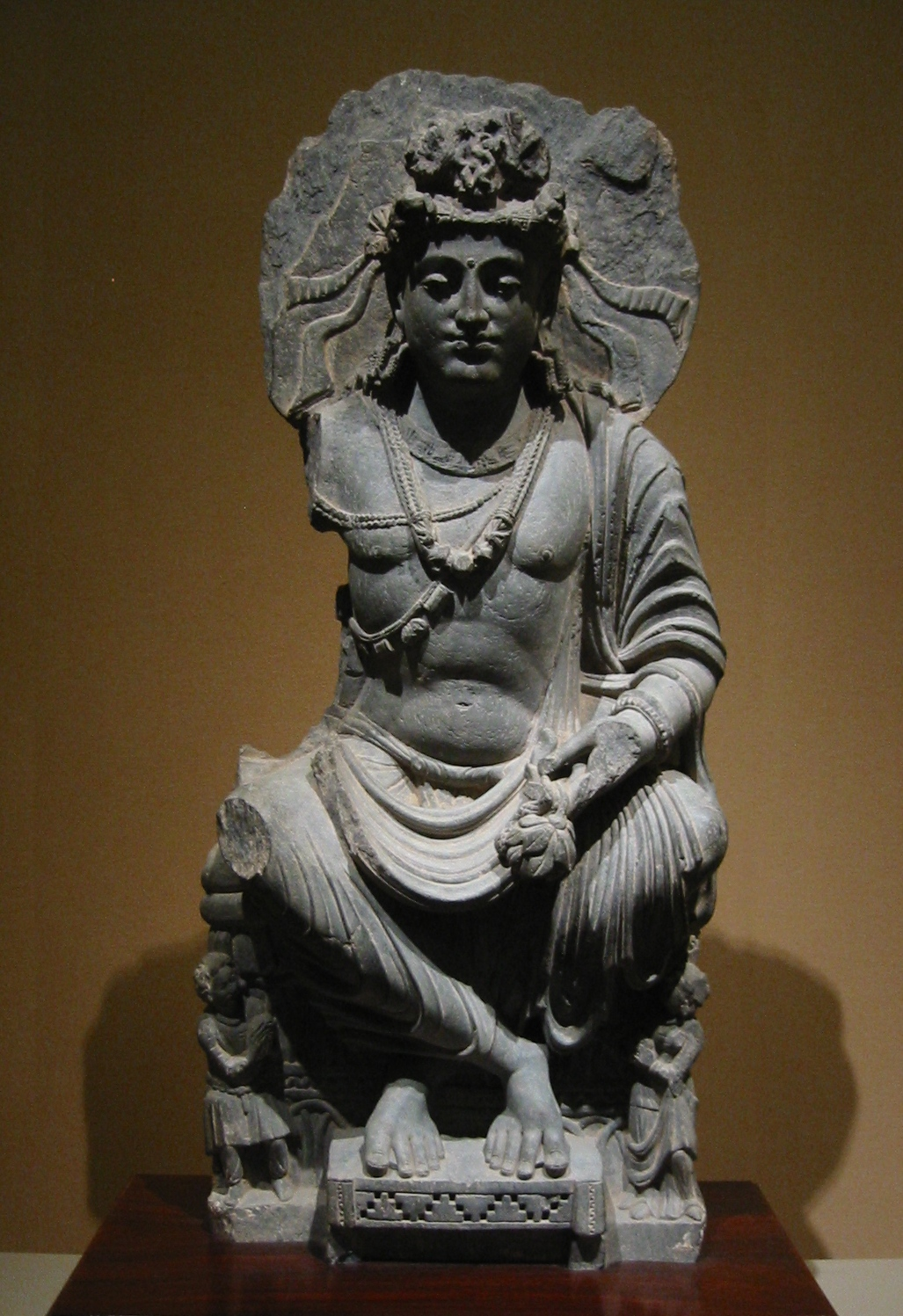
Maitreya, assegut en un tron a la manera occidental, amb el devot de Kushan. Segle II Gandhara.
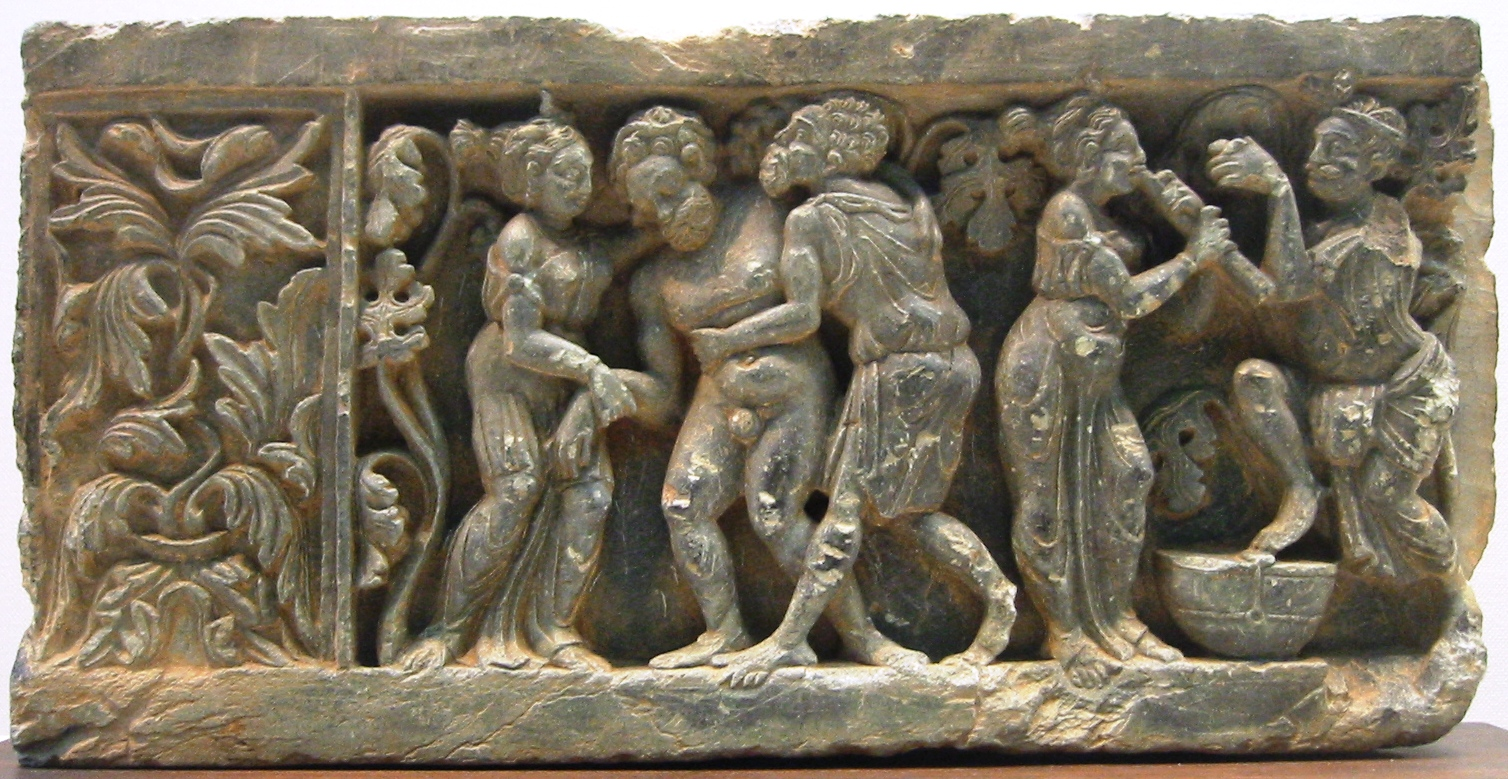
Escena bacanal, que representa la collita de raïm de vi, art grecobudista de Gandhara, segles I-II d.C.
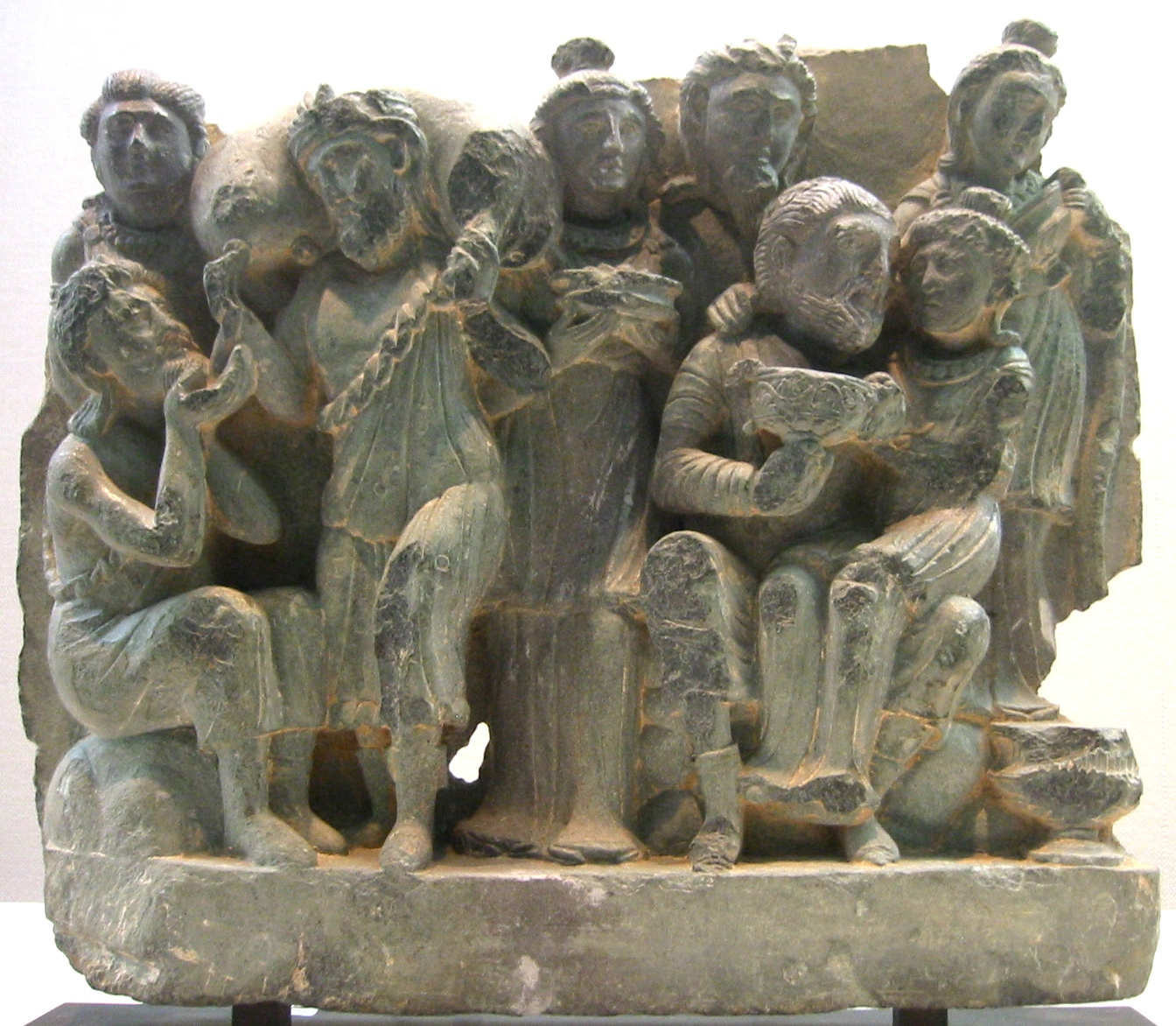
Escena de beure, copes gregues, vestit grec. Art grecobudista de Gandhara. Segle III dC.
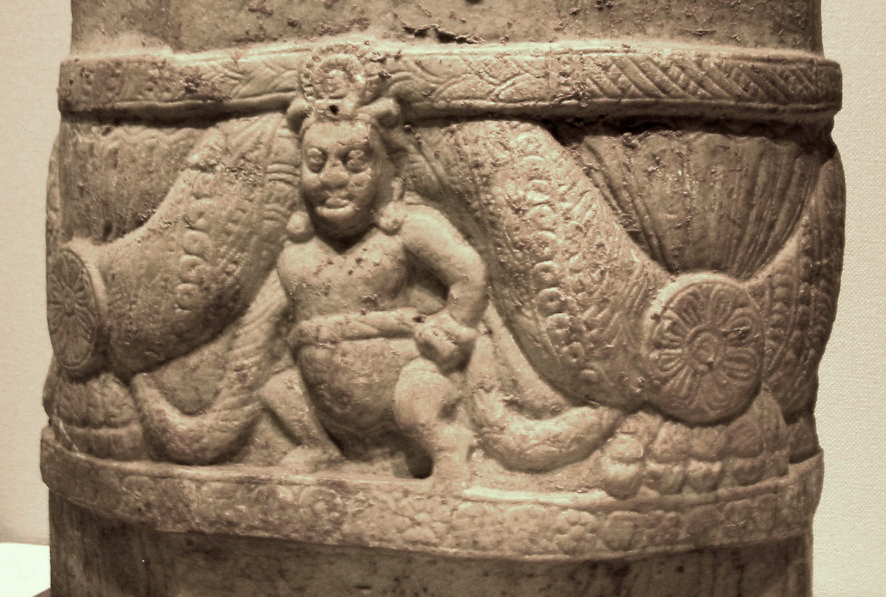
Rotlle grec recolzat pels indis Yakshas, Amaravati Stupa, segle III
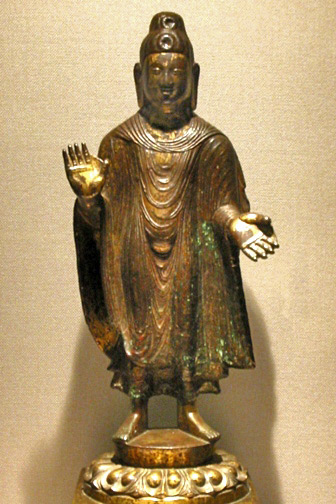
Wei del nord Buda Maitreya, 443
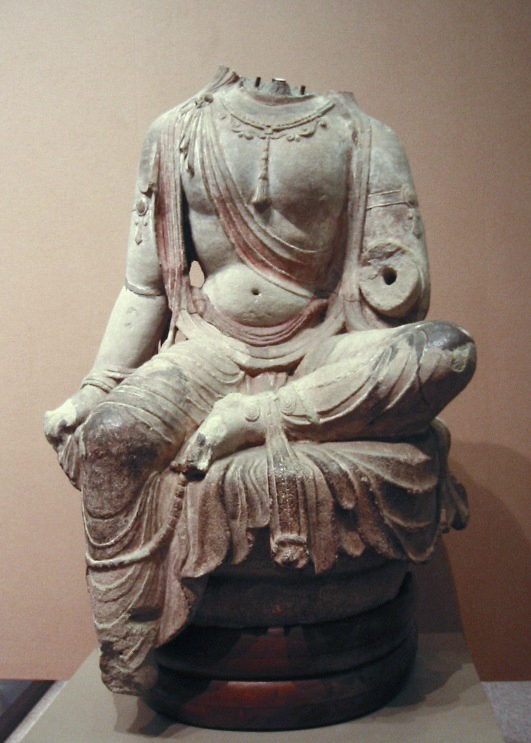
Dinastia Tang Bodhisattva
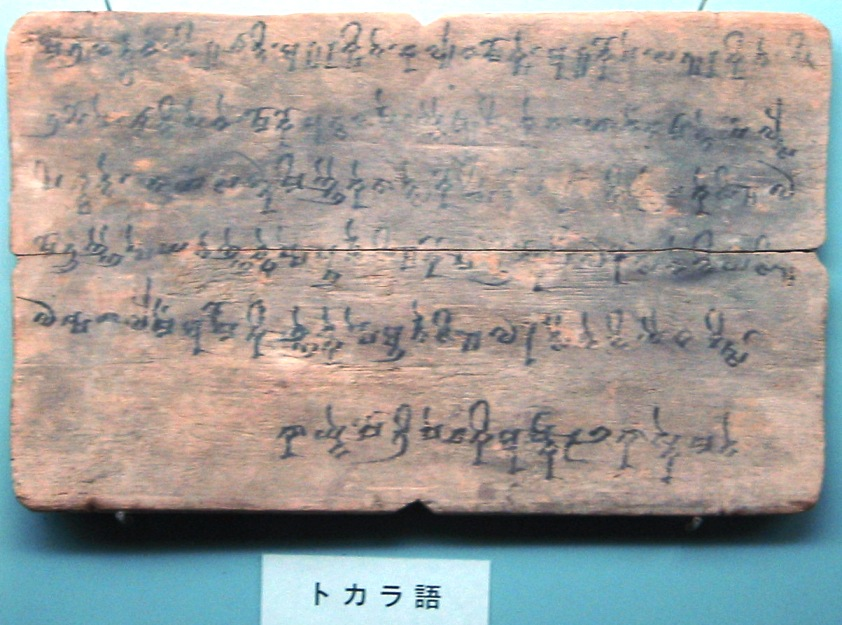
Placa de fusta amb inscripcions en tocària. Kucha, Xina, segles V-VIII.
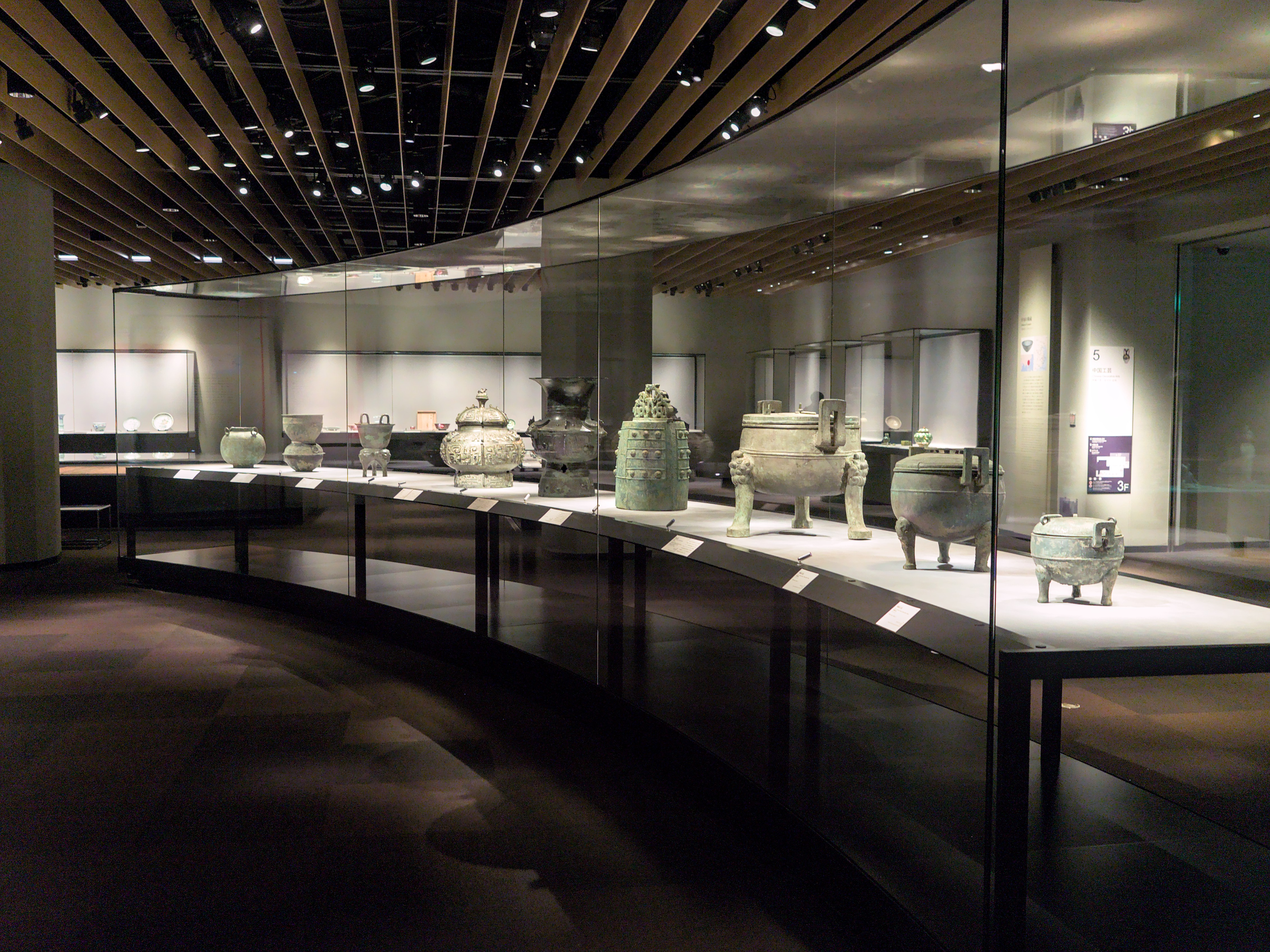
La col·lecció d'objectes de bronze xinesos del Toyokan

### Horyuji Homotsukan (Galeria dels tresors Horyuji)

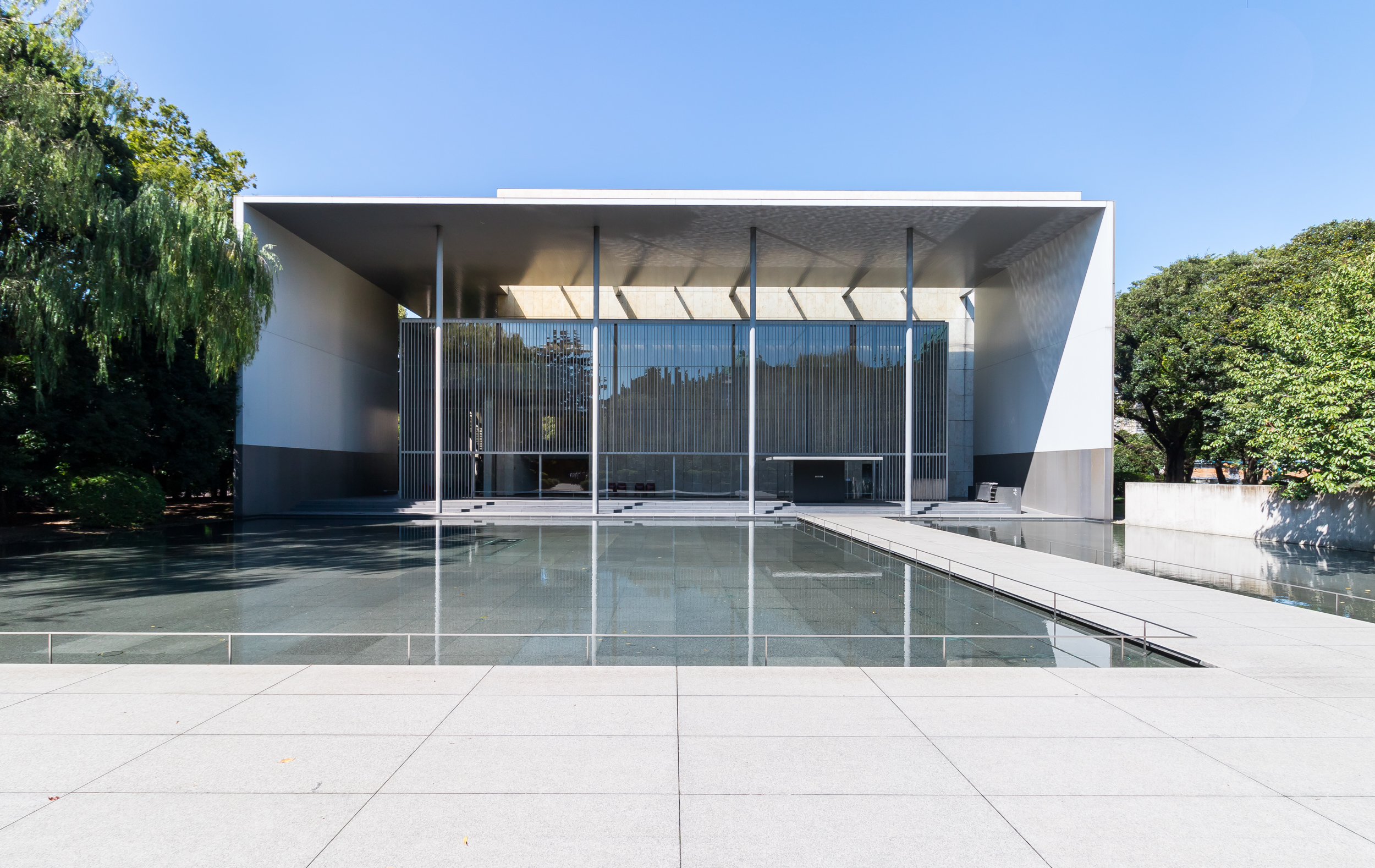
La galeria dels tresors Horyuji (2018)

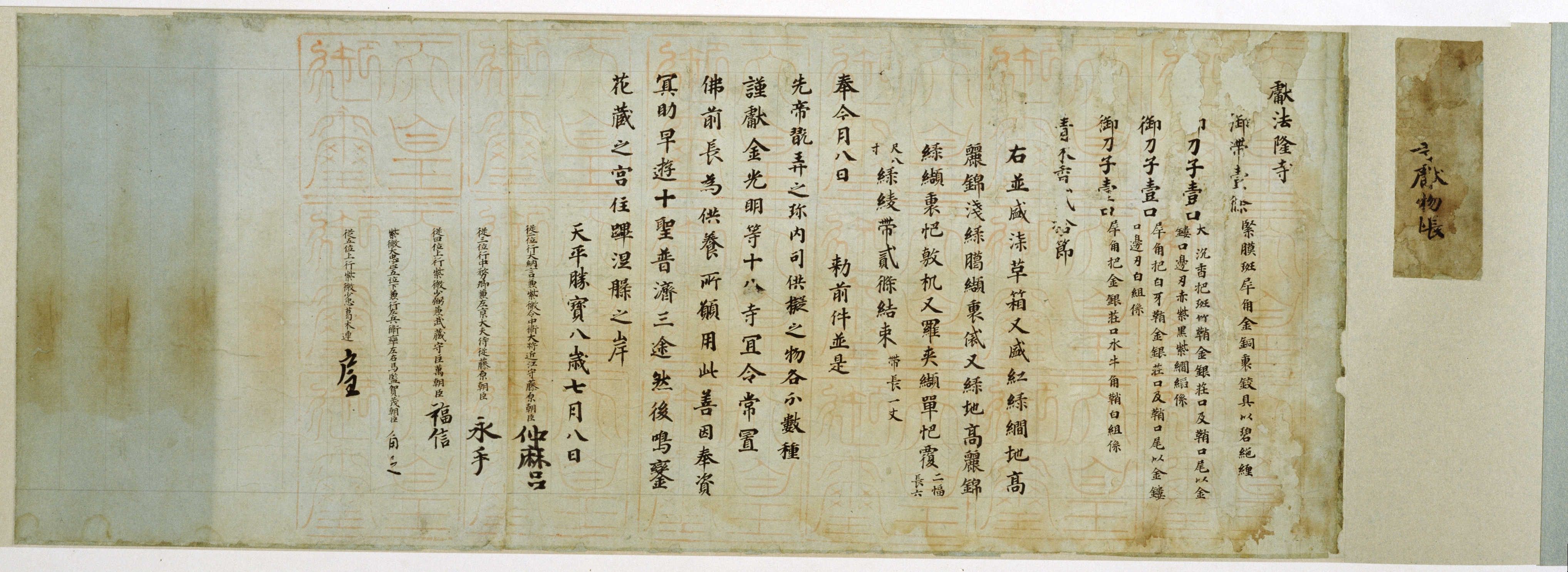
Un rotllo del 8 de juliol de 756, que registra els regals de l'emperadriu Koken al temple Horyu

La galeria de Hōryū-ji Hōmotsukan és un edifici de dos pisos que allotja la col·lecció de relíquies del museu del temple Horyu a Nara. Els 319 articles van ser lliurats a la Casa Imperial pel temple l'any 1878 i després es van col·locar al Museu Nacional per a la seva conservació i conservació.
L'edifici va ser dissenyat per Yoshio Taniguchi i es va inaugurar el 1999.
| Pis | Sala | Nom                                                                    |
| --- | ---- | ---------------------------------------------------------------------- |
| 1   | 1    | Bandera per a la cerimònia de Kanjo                                    |
| 1   | 2    | Estàtues budistes de bronze daurat, halos, imatges budistes repussades |
| 1   | 3    | Màscares Gigaku                                                        |
| 2   | 4    | Treballs de fusta i lacat                                              |
| 2   | 5    | Metallurgia                                                            |
| 2   | 6    | Pintura, cal·ligrafia i tèxtils                                        |

Un entresòl entre els dos pisos alberga una sala de referència amb un arxiu digital dels tresors, que permet als visitants veure tota la col·lecció amb explicacions en japonès, coreà, xinès, anglès, francès i alemany. Hi ha un restaurant al primer pis.

### Hyokeikan

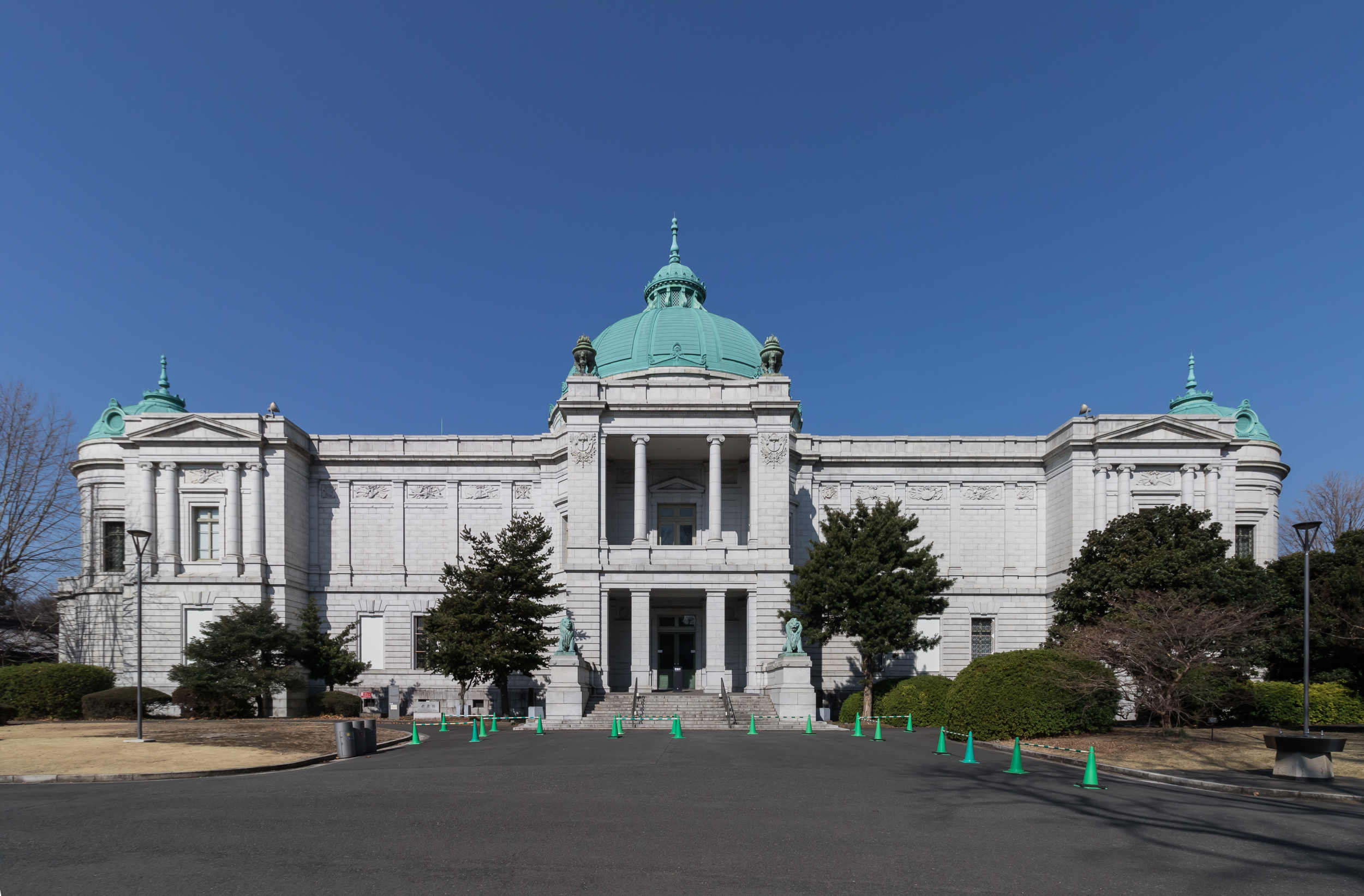
El Hyokeikan (2019)

La galeria Hyōkeikan està tancada al públic excepte exposicions especials.
El Hyokeikan es va obrir per primera vegada el 1909. El seu nom reflecteix recorda el fet que va ser construïda en honor al casament del príncep hereu Yoshihito i Sadako Kujo (posteriorment emperador Taisho i emperadriu Teimei) el 10 de maig de 1900. Com a exemple de l'arquitectura d'influència occidental de finals de l'era Meiji, va ser designada com una propietat cultural important el 1978.

### Kuroda Kinenkan (Saló Memorial de Kuroda)

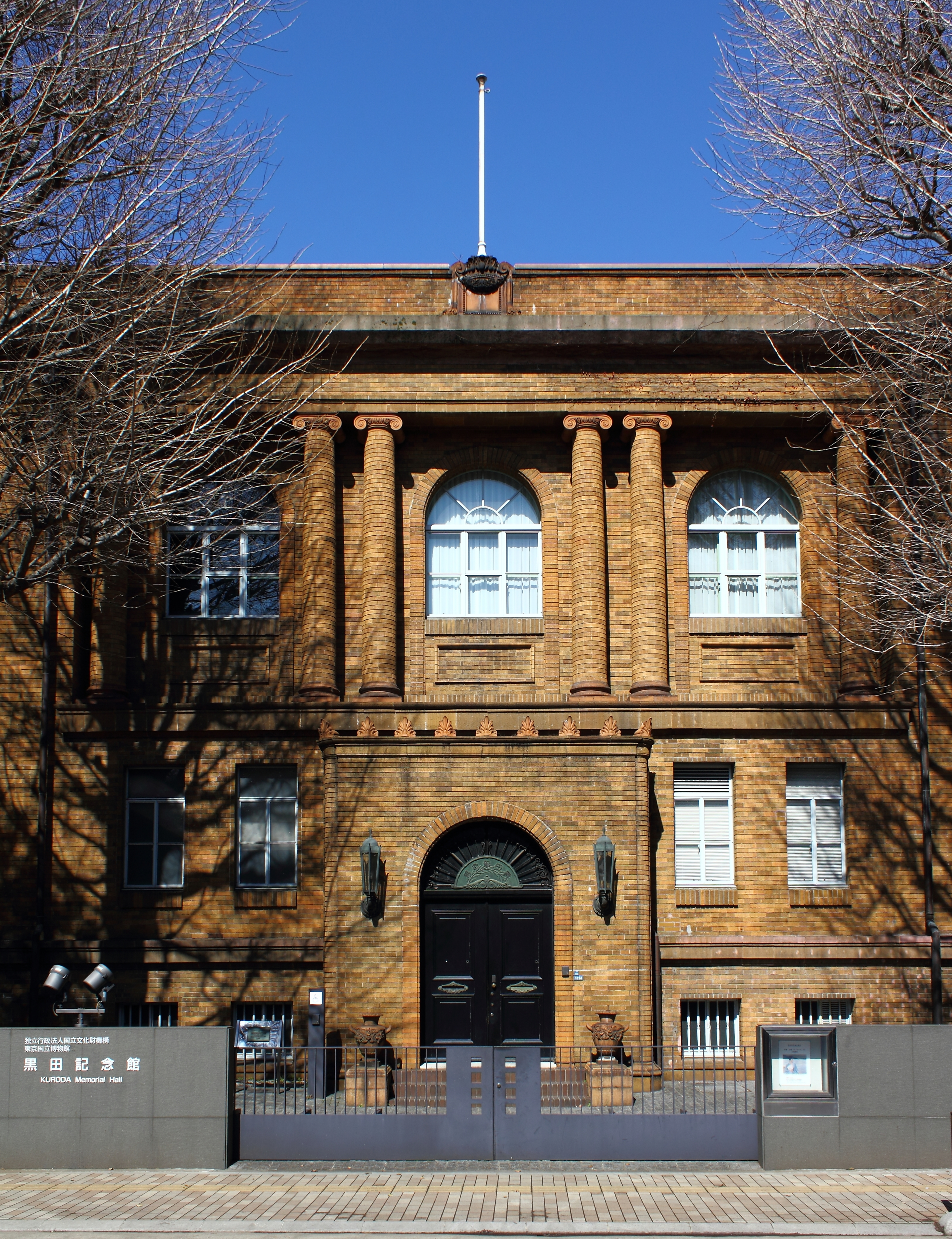
Kuroda Memorial Hall

El Kuroda Kinenkan conté una col·lecció d'obres de l'important artista d'estil occidental (iōga) Seiki Kuroda. La seva col·lecció consta actualment de 126 pintures a l'oli i 170 dibuixos, així com quaderns de dibuixos, cartes, etc. Situat al nord-oest del recinte del museu principal, té entrada gratuïta i horaris separats (9:30 a. m.  –  5:00 p. m., amb l'última entrada a les 4:30 h).
Dissenyat per Okada Shinichirō, la sala va ser construïda el 1928 com a part del llegat de Kuroda per utilitzar part de la seva fortuna «per finançar projectes per promoure l'art». El 1930, es va convertir en la seu de l'Institut de Recerca d'Art, que es va convertir en l'Institut de Recerca de Bens Culturals de Tòquio. El TRICP es va traslladar l'any 2000, amb la reobertura del Kuroda Memorial Hall com a galeria pública l'any següent. El 2007, la seva administració va ser transferida al Museu Nacional de Tòquio, que el va renovar abans de reobrir-lo el 2 de gener de 2015. L'entrada estava restringida originalment a períodes de dues setmanes al gener, primavera i tardor però actualment està obert sempre que el museu principal estigui.
L'exposició de la segona planta consta de 4 sales: la Sala Memorial Kuroda, la Sala de Lectura, la Sala d'Audiovisuals i la Galeria d'Aspectes destacats de la Col·lecció. També hi ha una cafeteria al primer i segon pis.

Autoretrat amb barret turc(1889)
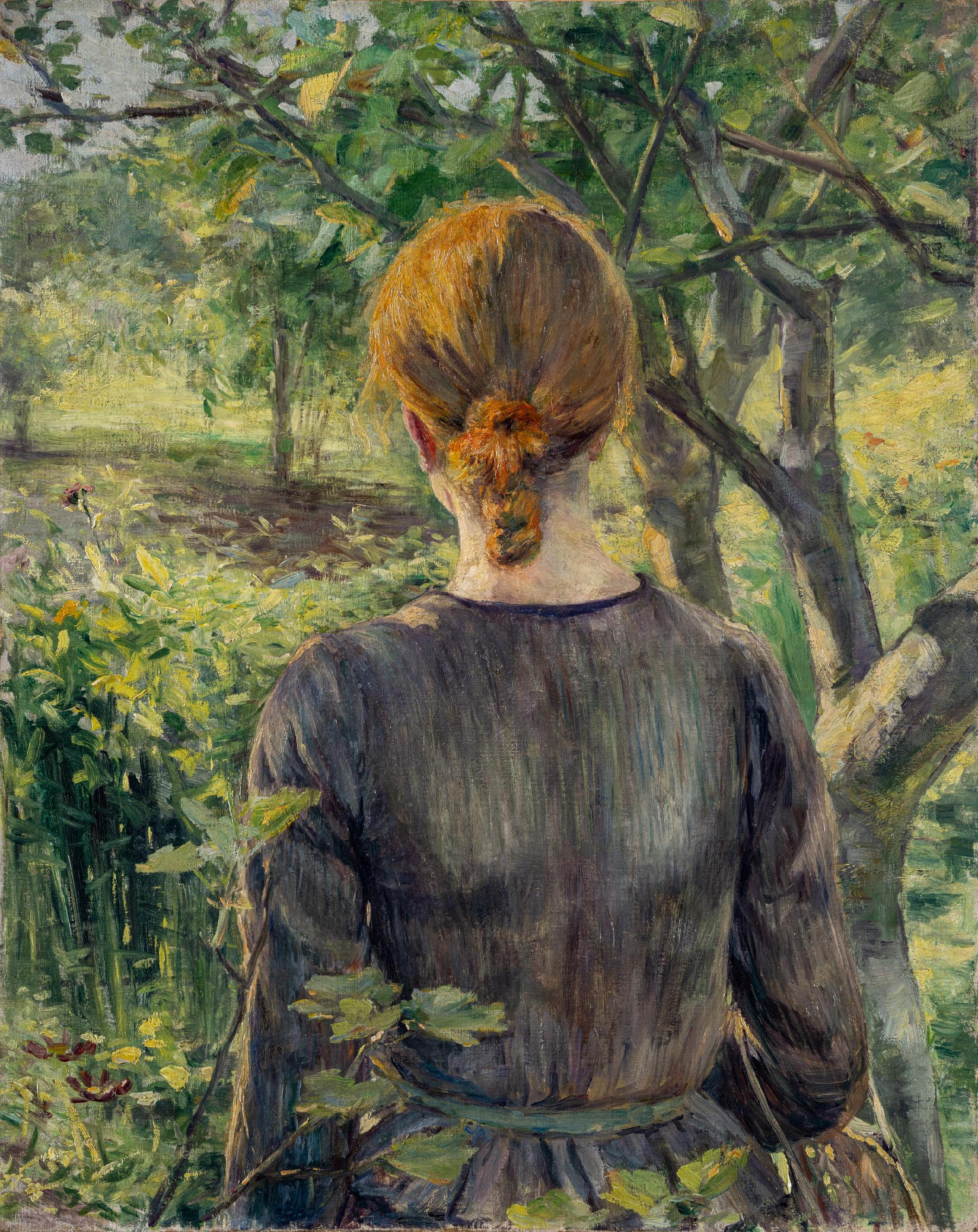
Noia amb els cabells vermells(1892)
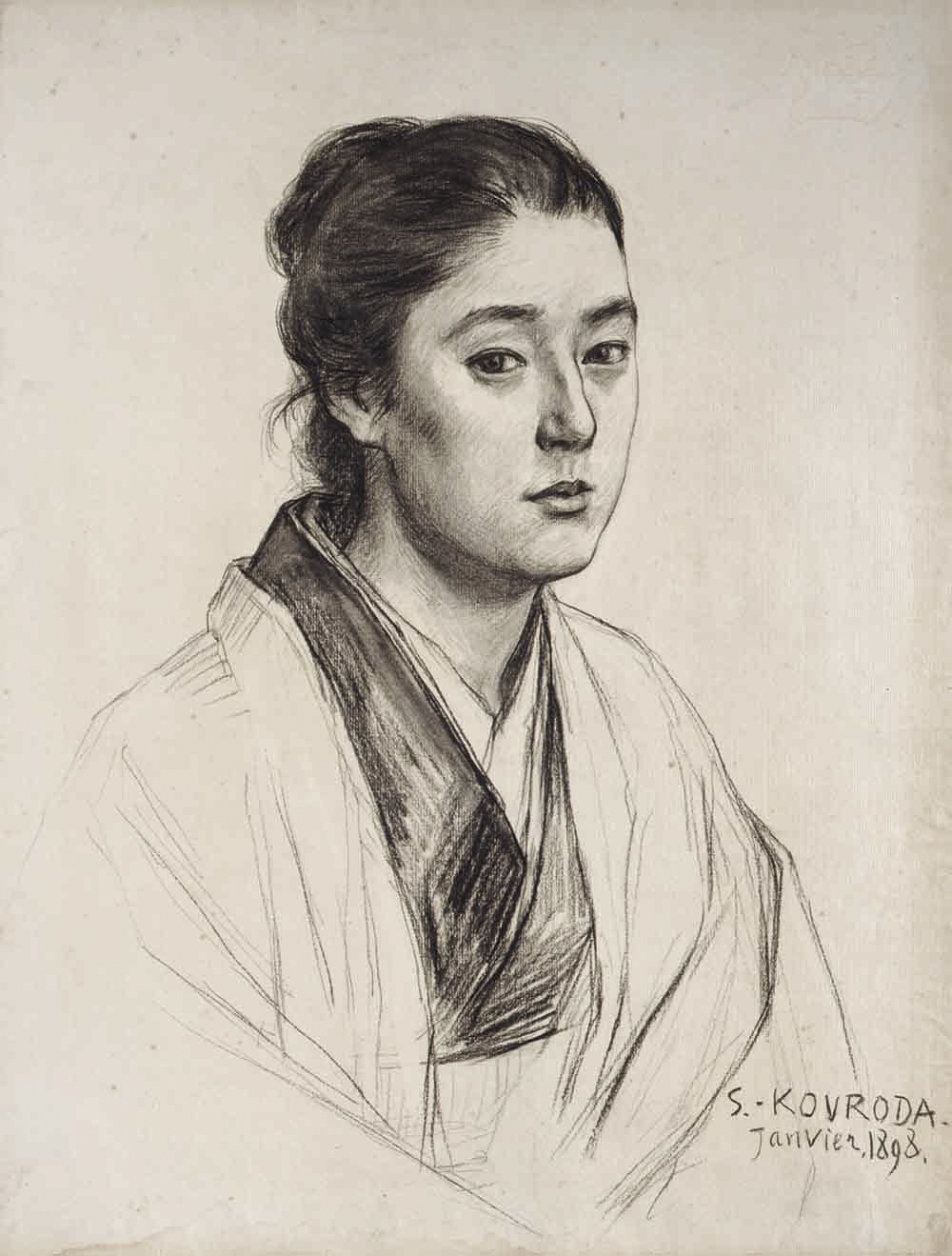
Retrat de dona(1898)
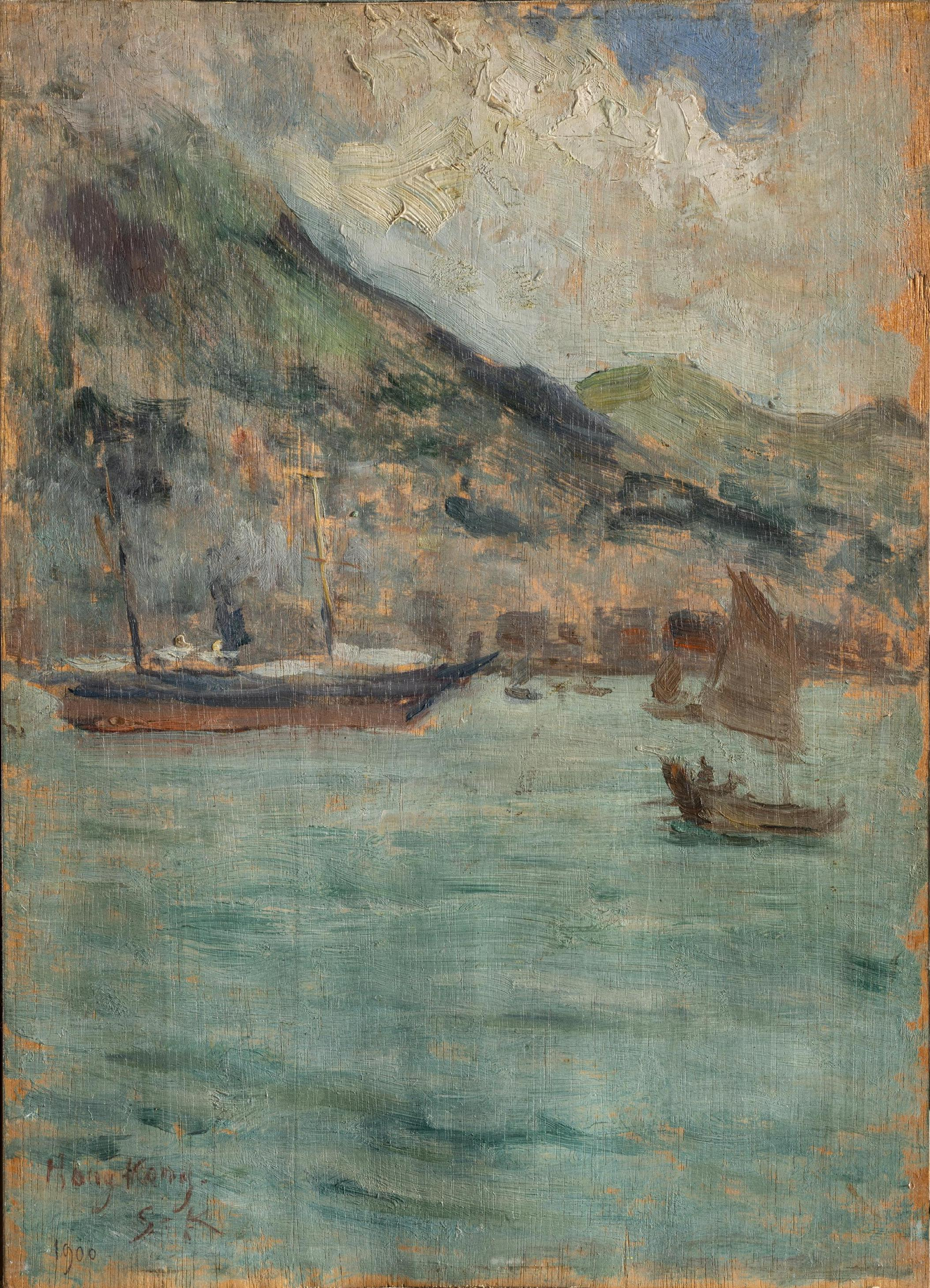
Hong Kong (1900)
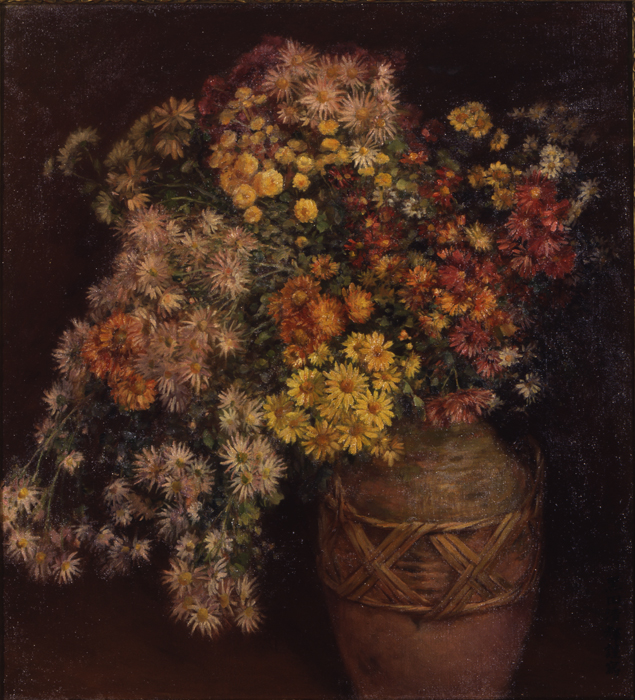
Pot de flors (1912)

### Shiryokan (Centre d'Investigació i Informació)
El Centre d'Investigació i Informació Shiryōkan conté llibres, revistes, imatges i altres documents relacionats amb la història, l'arqueologia i les belles arts i les arts aplicades al Japó, Àsia i Orient Mitjà.
El Centre d'Investigació i Informació es va obrir l'any 1984. La planta oberta al públic inclou dues sales de lectura, una zona d'exposicions i taulells de sol·licitud d'articles conservats a l'arxiu de les altres plantes. Hi ha accés gratuït sense entrada a la resta del museu a través de la porta oest del recinte.